# 訃報 2020年7月
訃報 2020年7月（ふほう 2020ねん7がつ）では、2020年7月に物故した、又は物故が報じられた人物についてまとめる。

## (1日 - 15日)

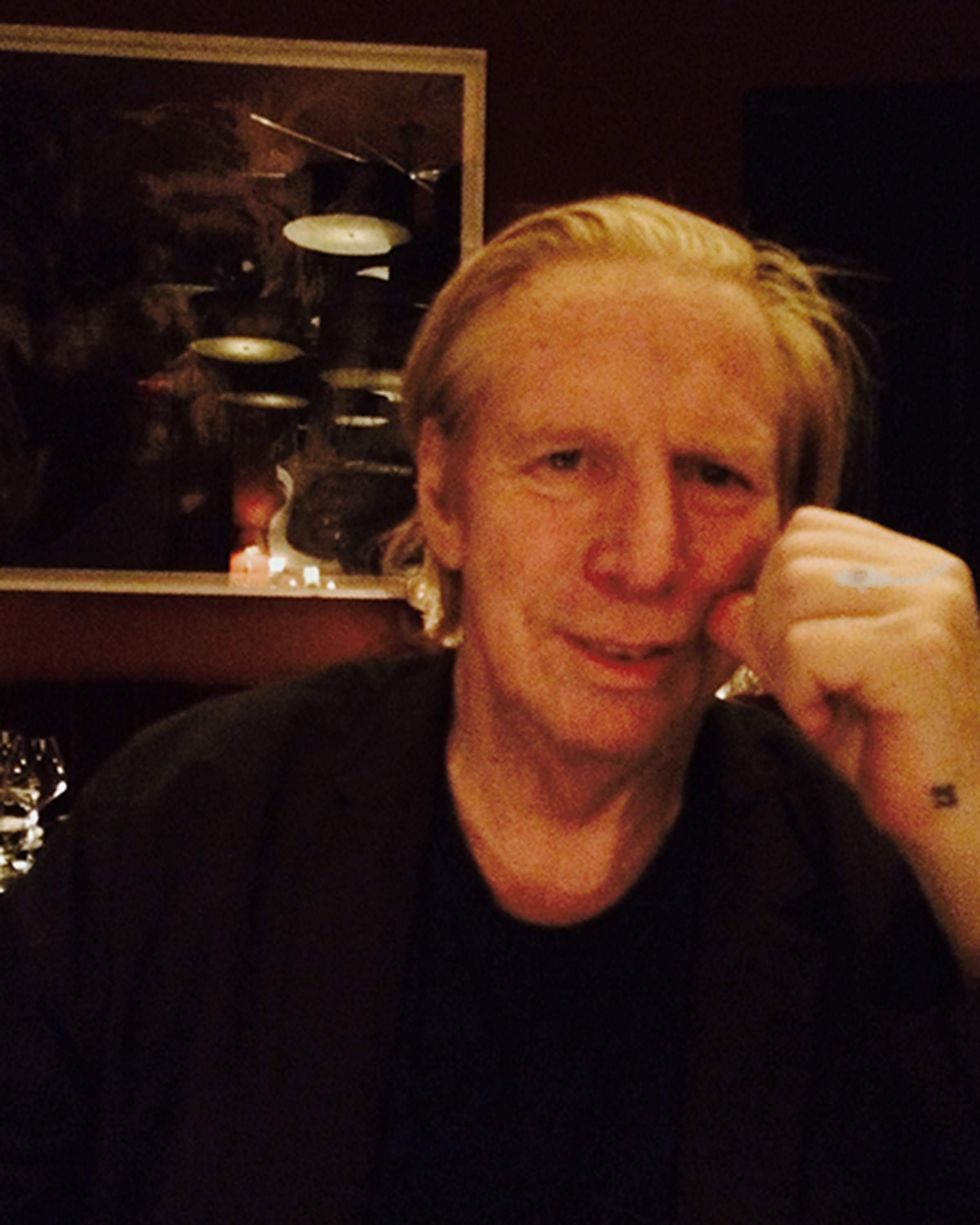
ケヴィン・ラファティ／7月2日没

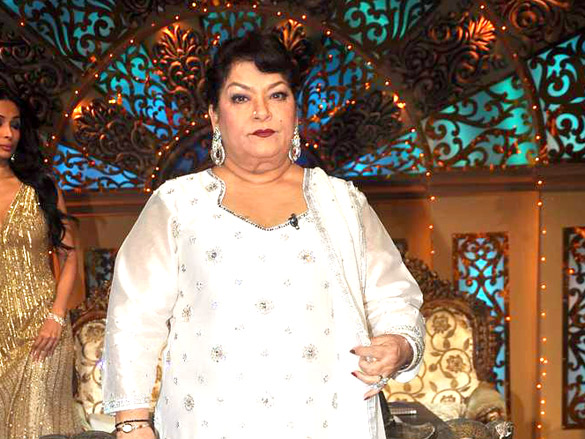
サロージ・カーン／7月3日没

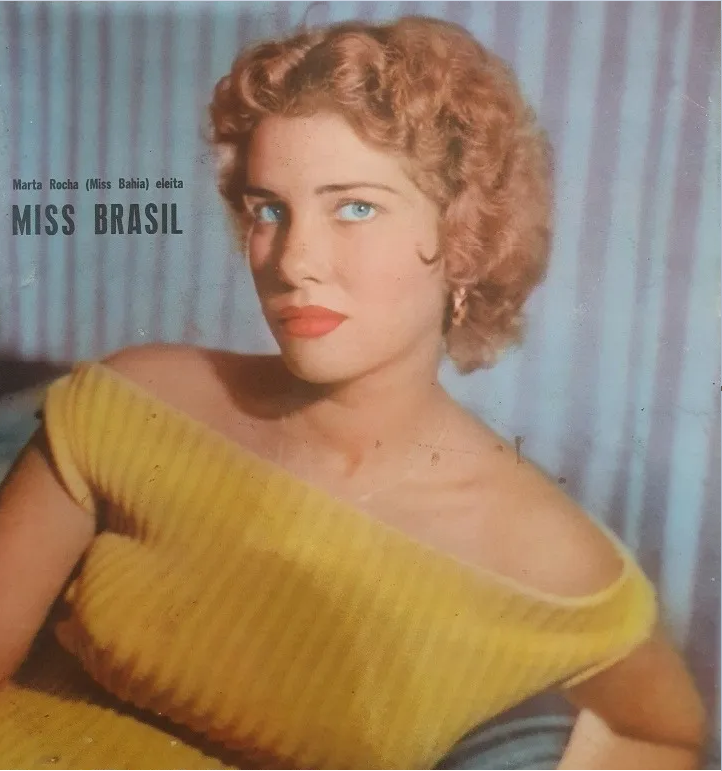
マーサ・ロチャ／7月4日没

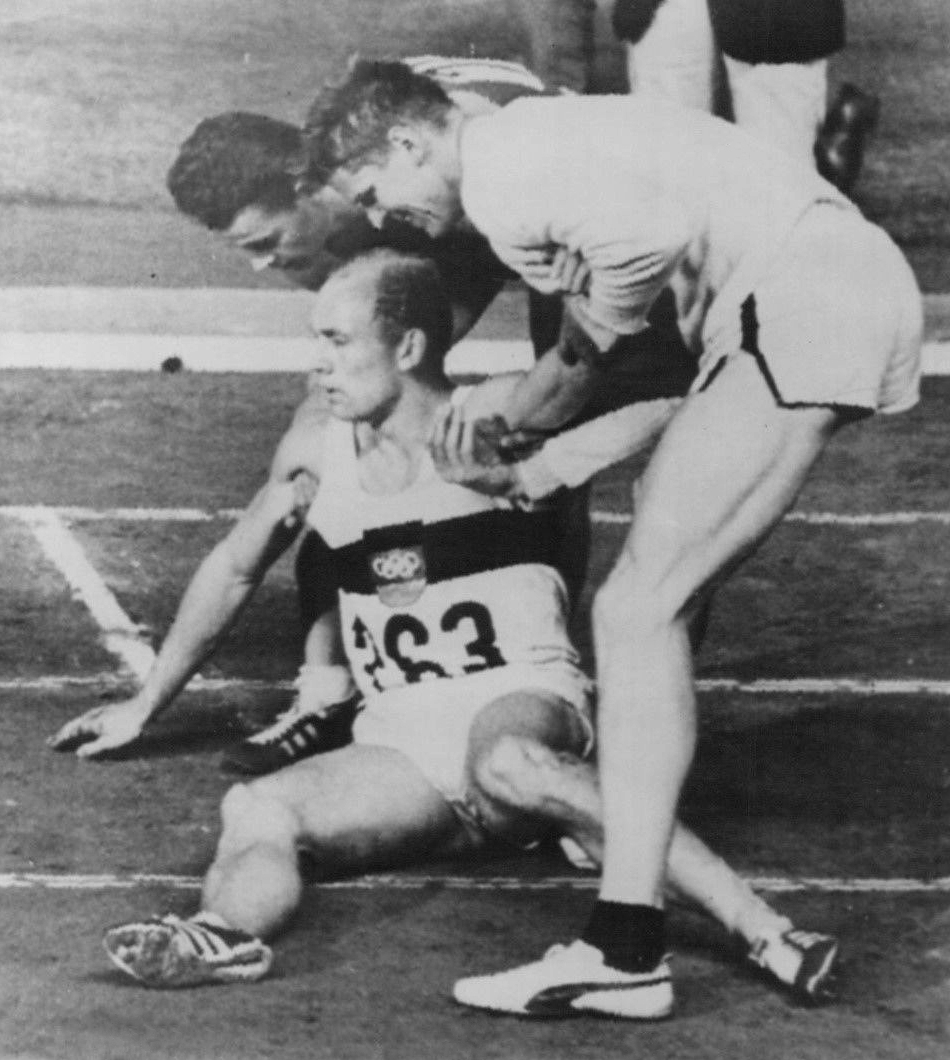
ヴィリ・ホルドルフ（中）／7月5日没

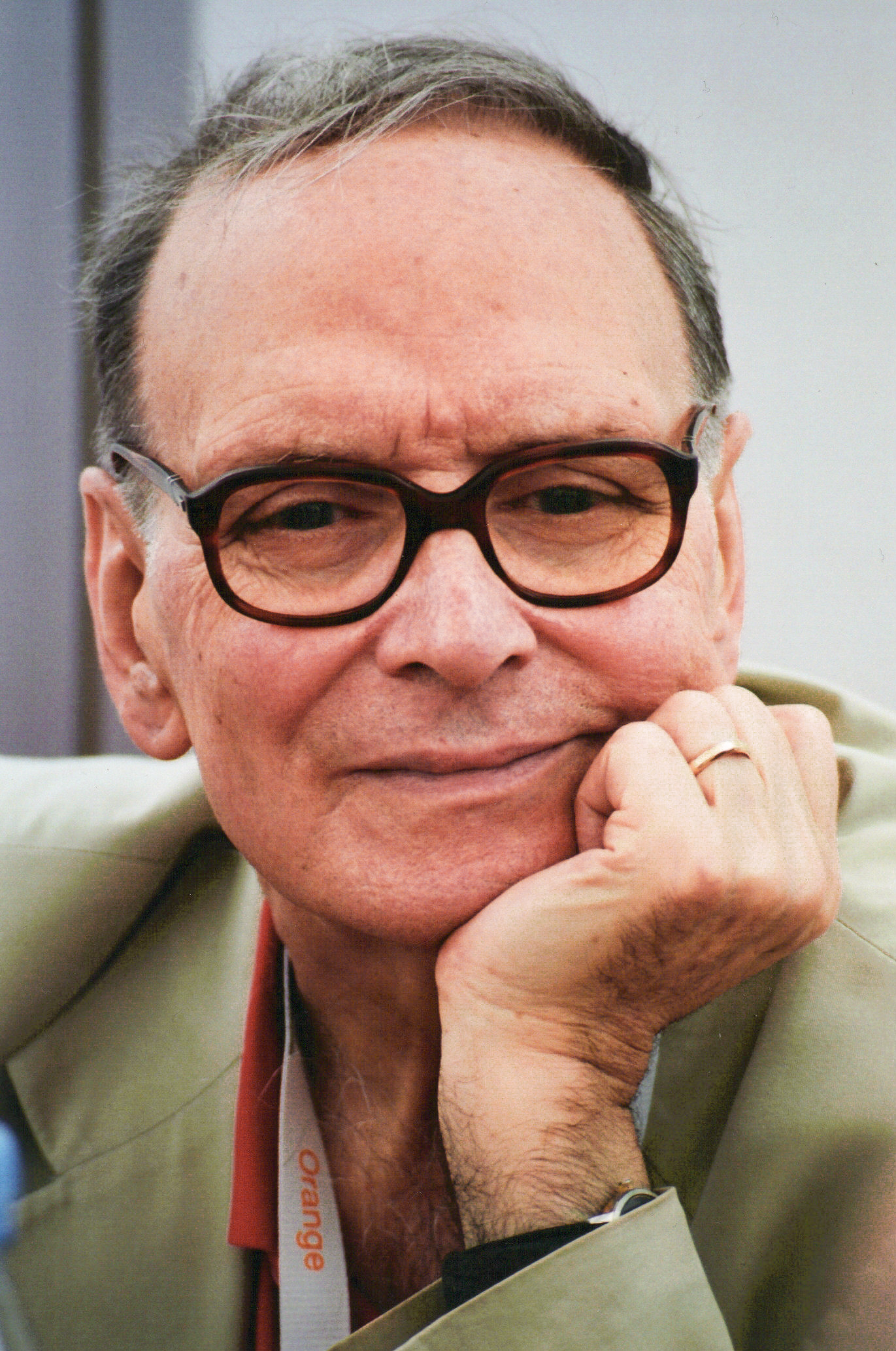
エンリコ・モリコーネ／7月6日没

ロナルド・グラハム／7月6日没

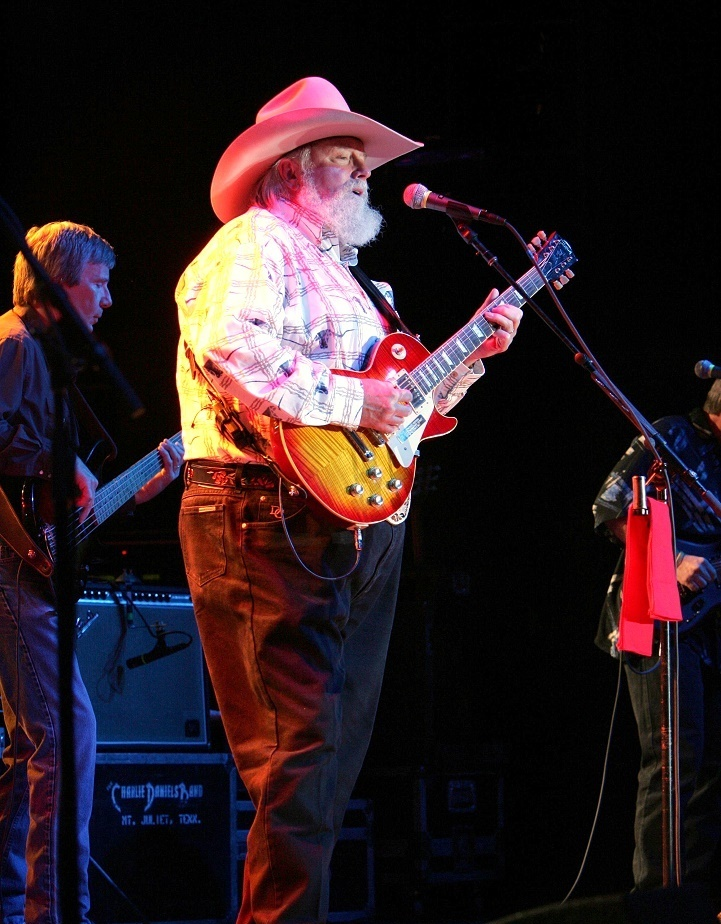
チャーリー・ダニエルズ／7月6日没

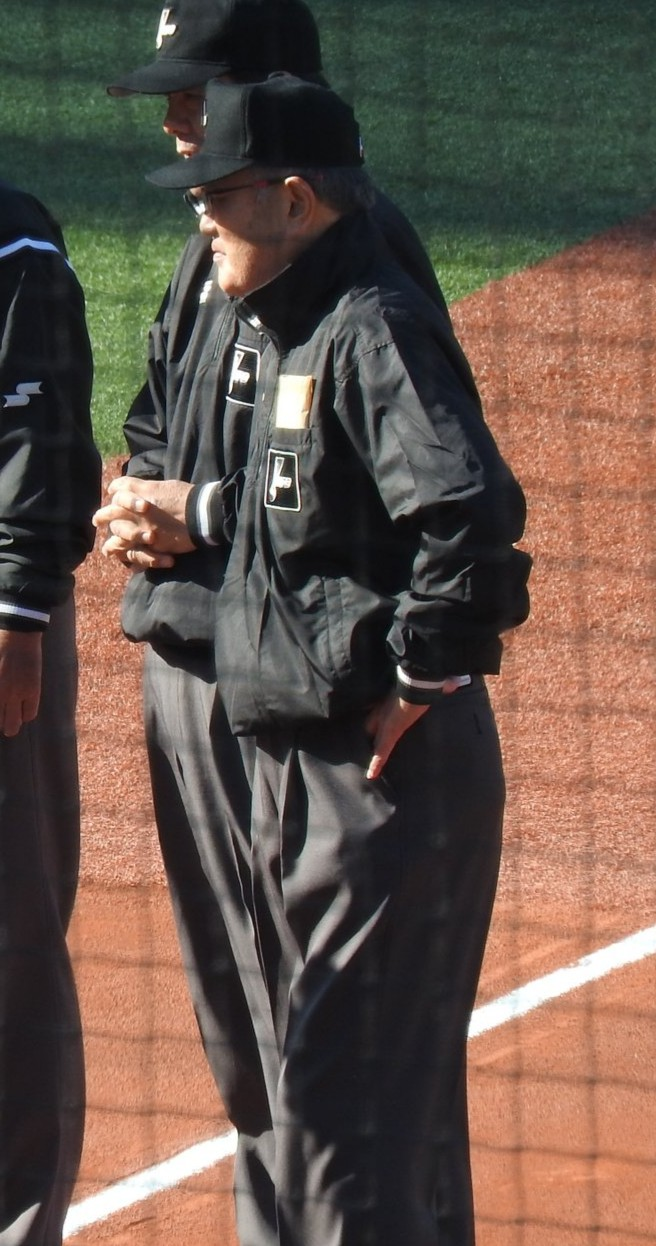
渡田均／7月6日没

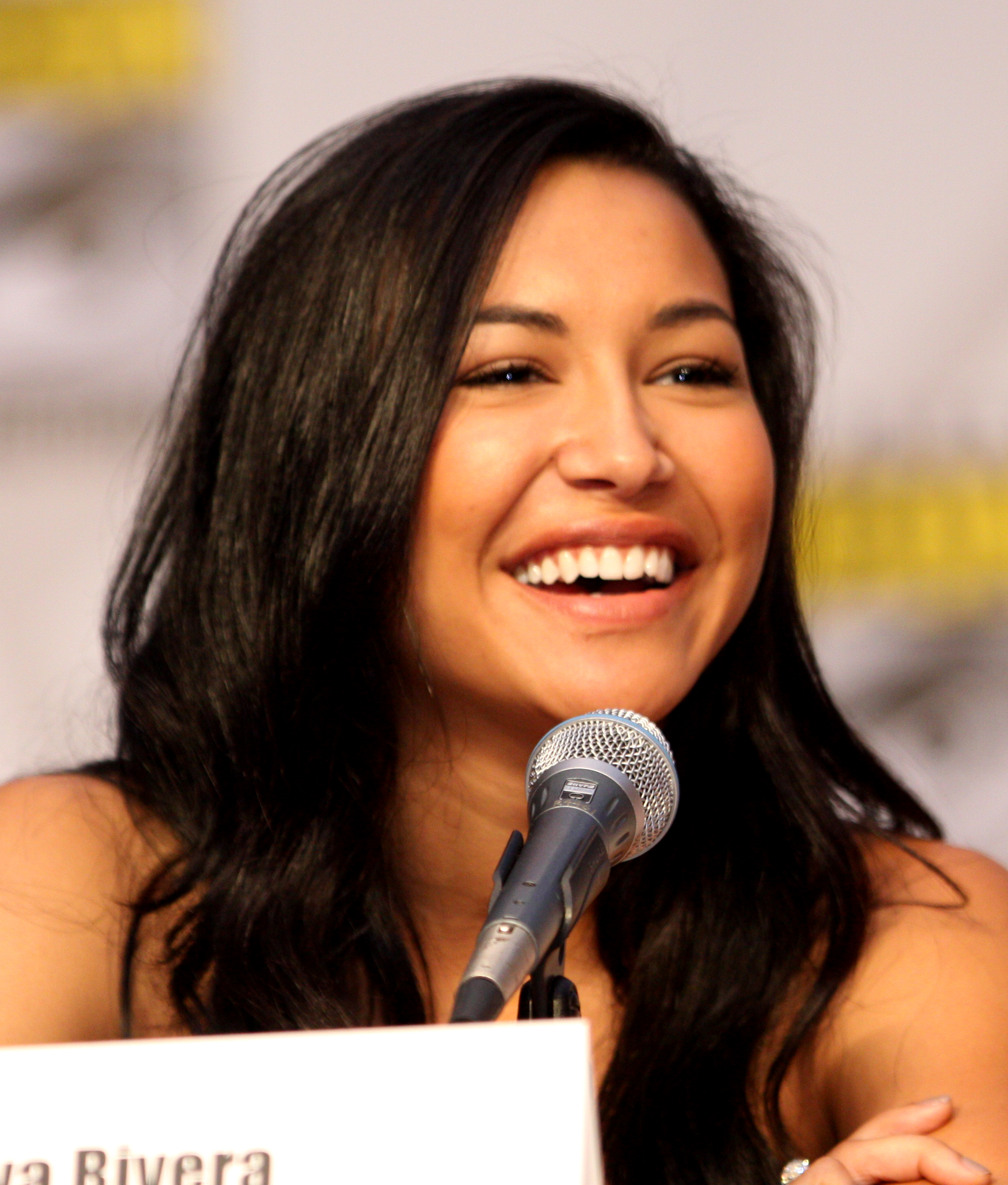
ナヤ・リヴェラ／7月8日没

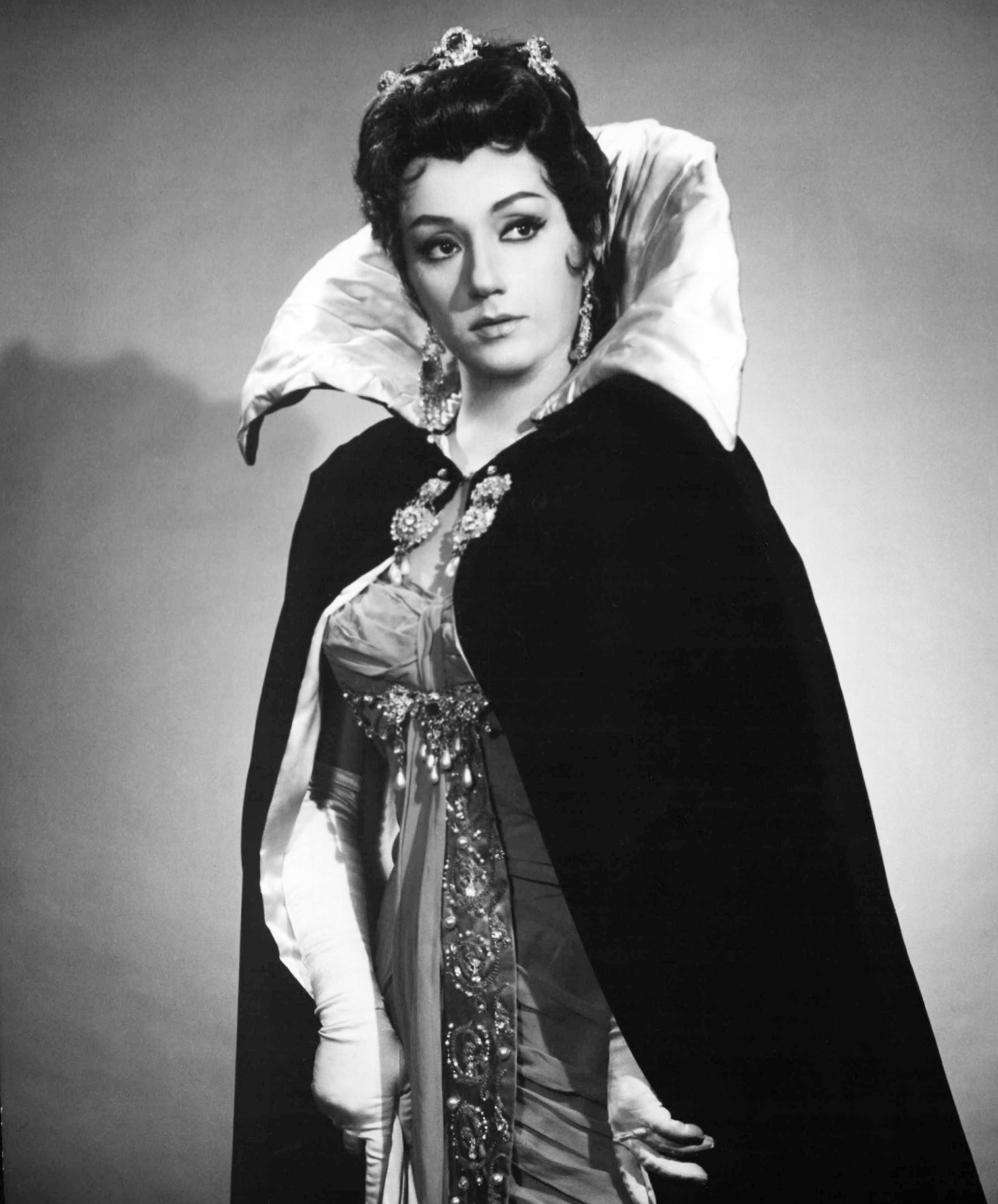
ガブリエラ・トゥッチ／7月9日没

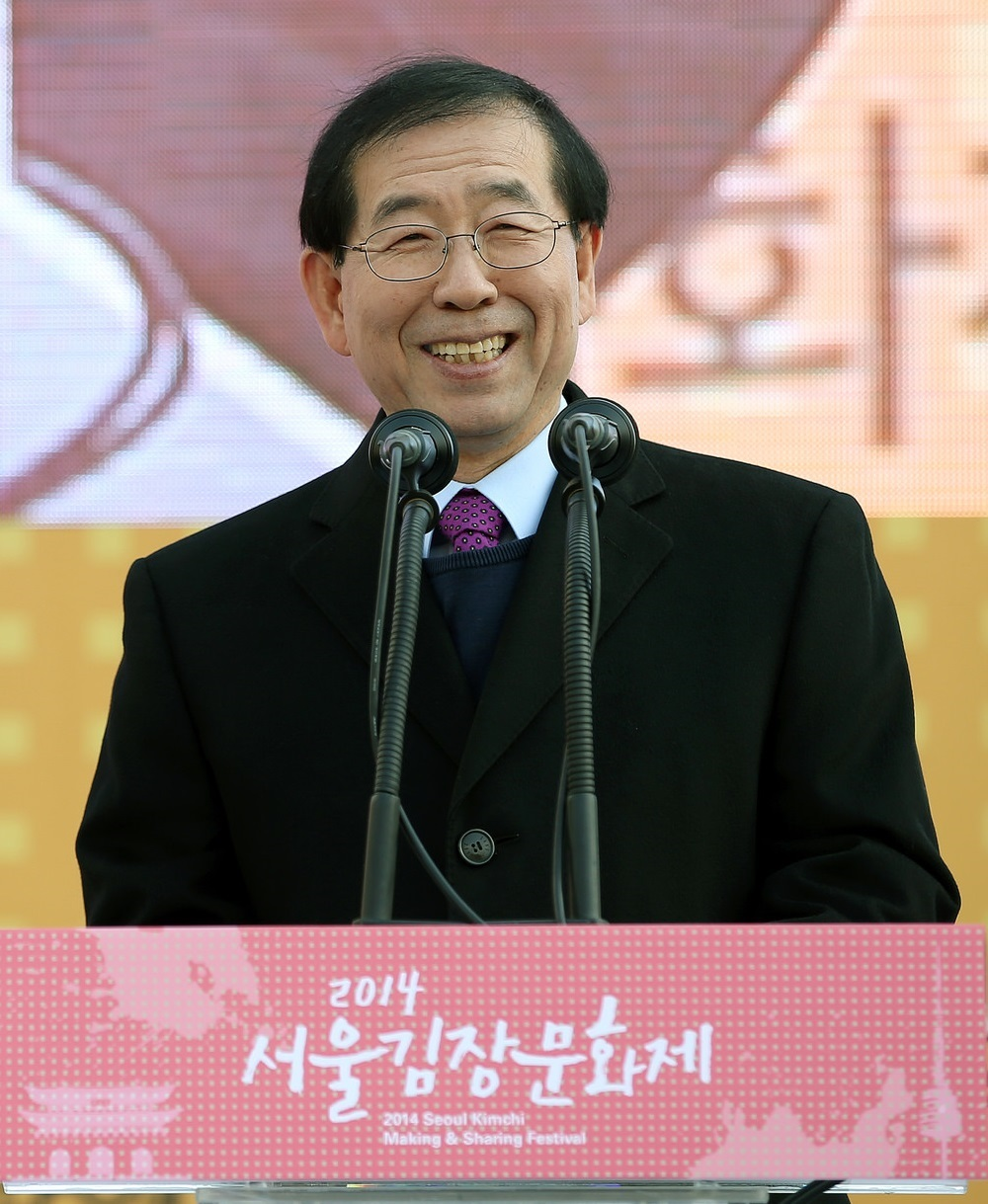
朴元淳／7月9日没

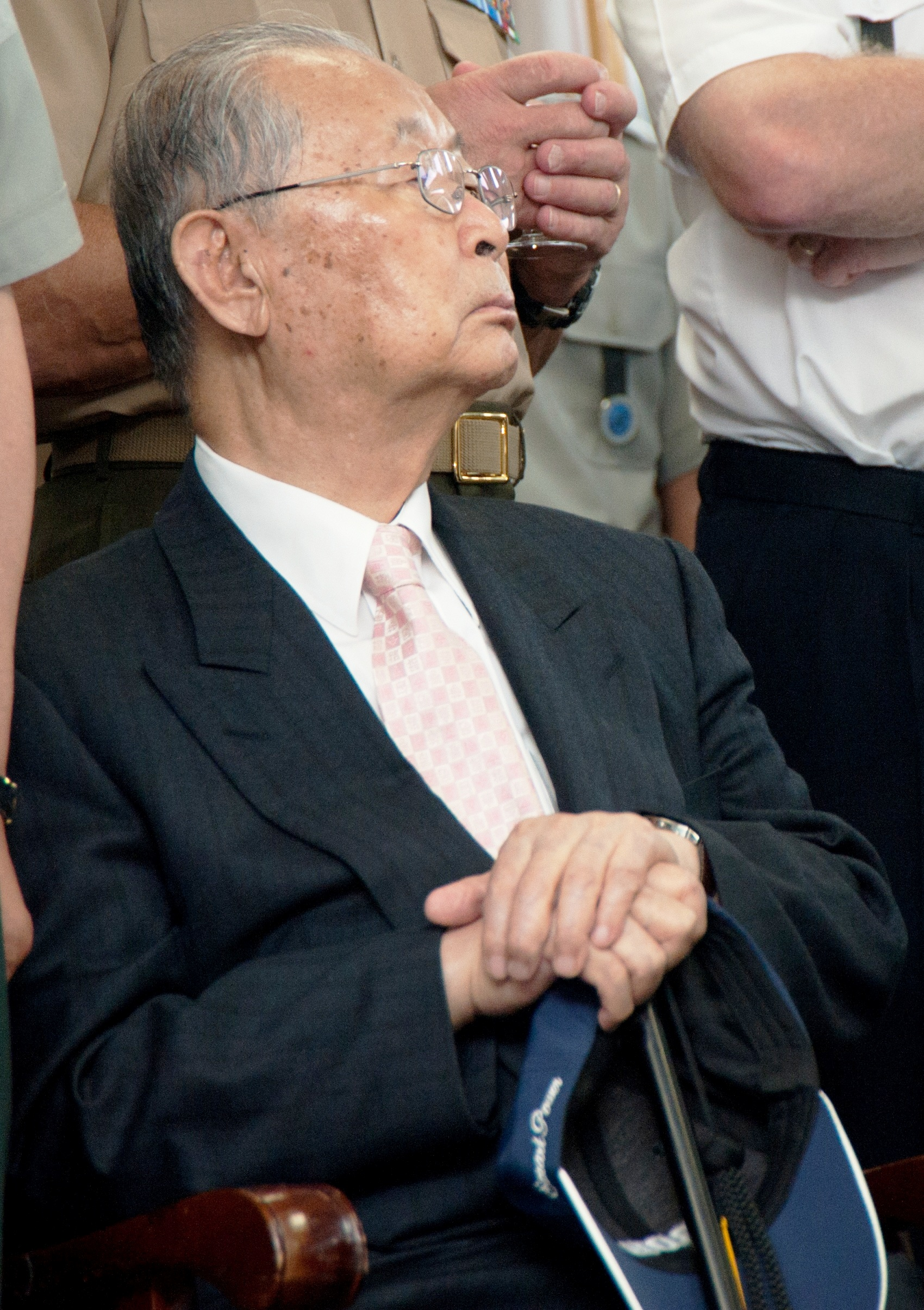
白善燁／7月10日没

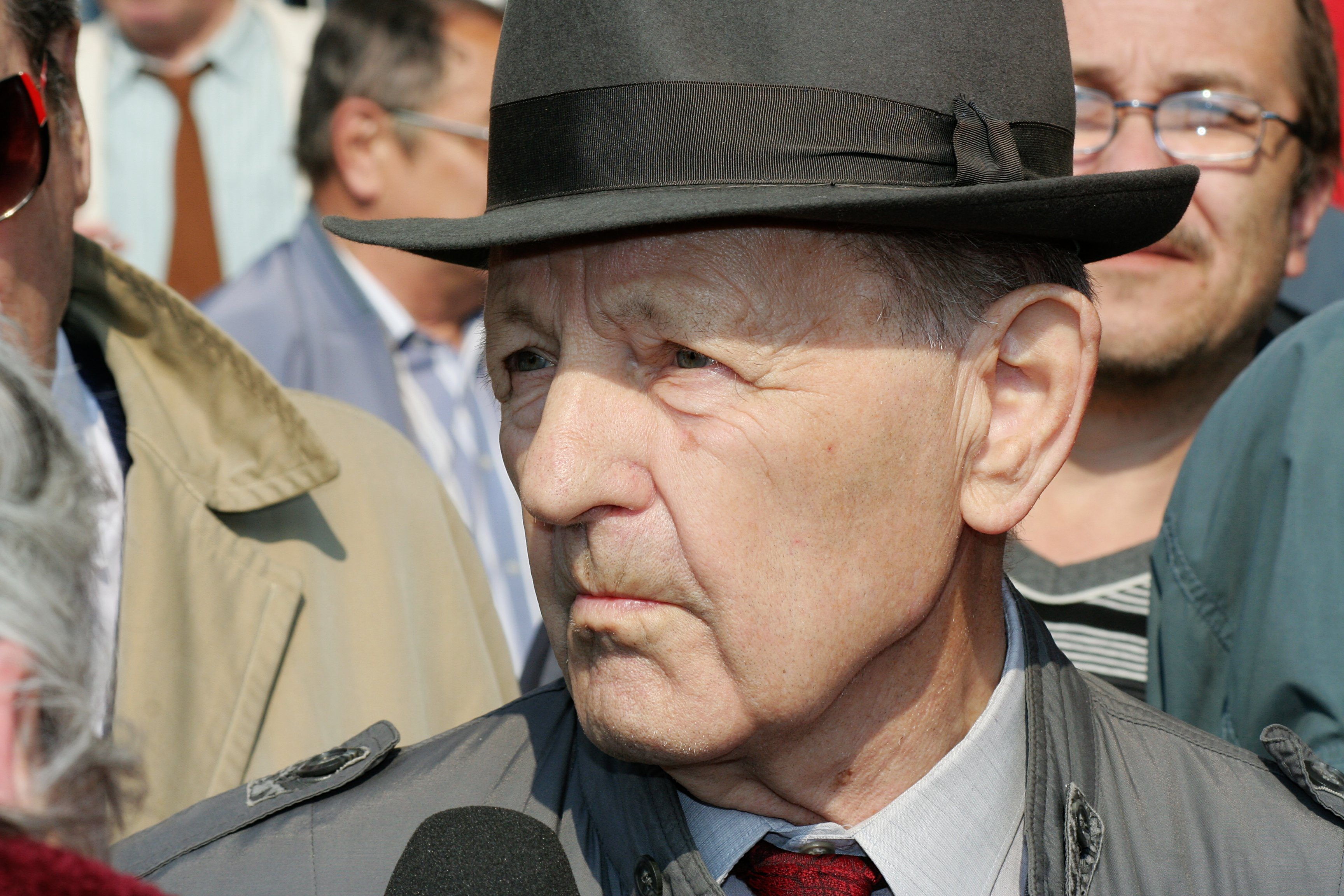
ミロシュ・ヤケシュ／7月10日没

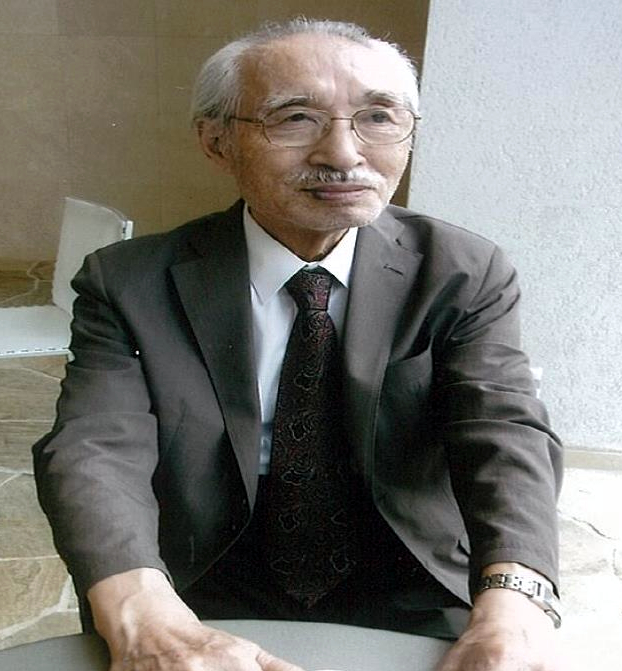
岡井隆／7月10日没

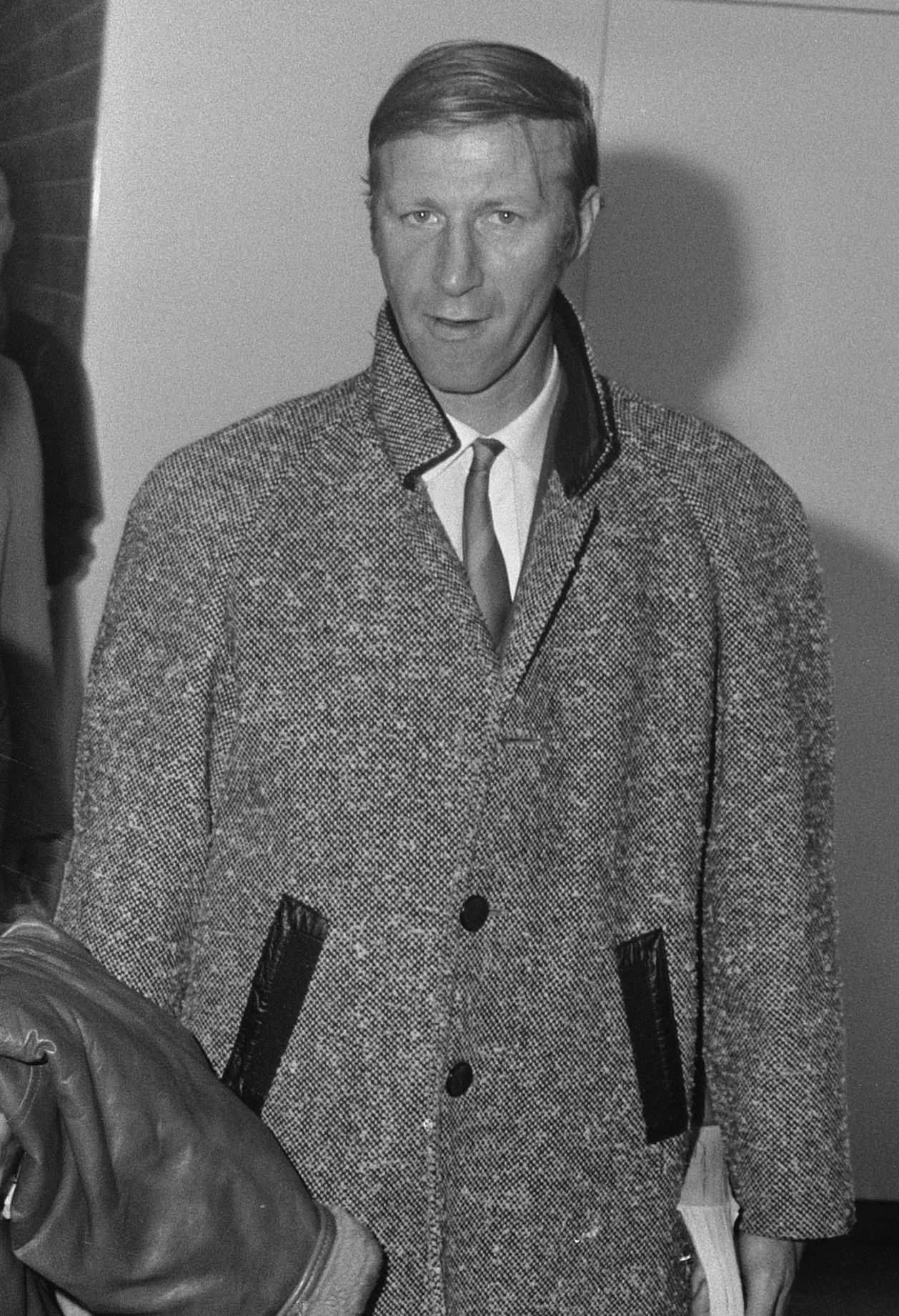
ジャッキー・チャールトン／7月10日没

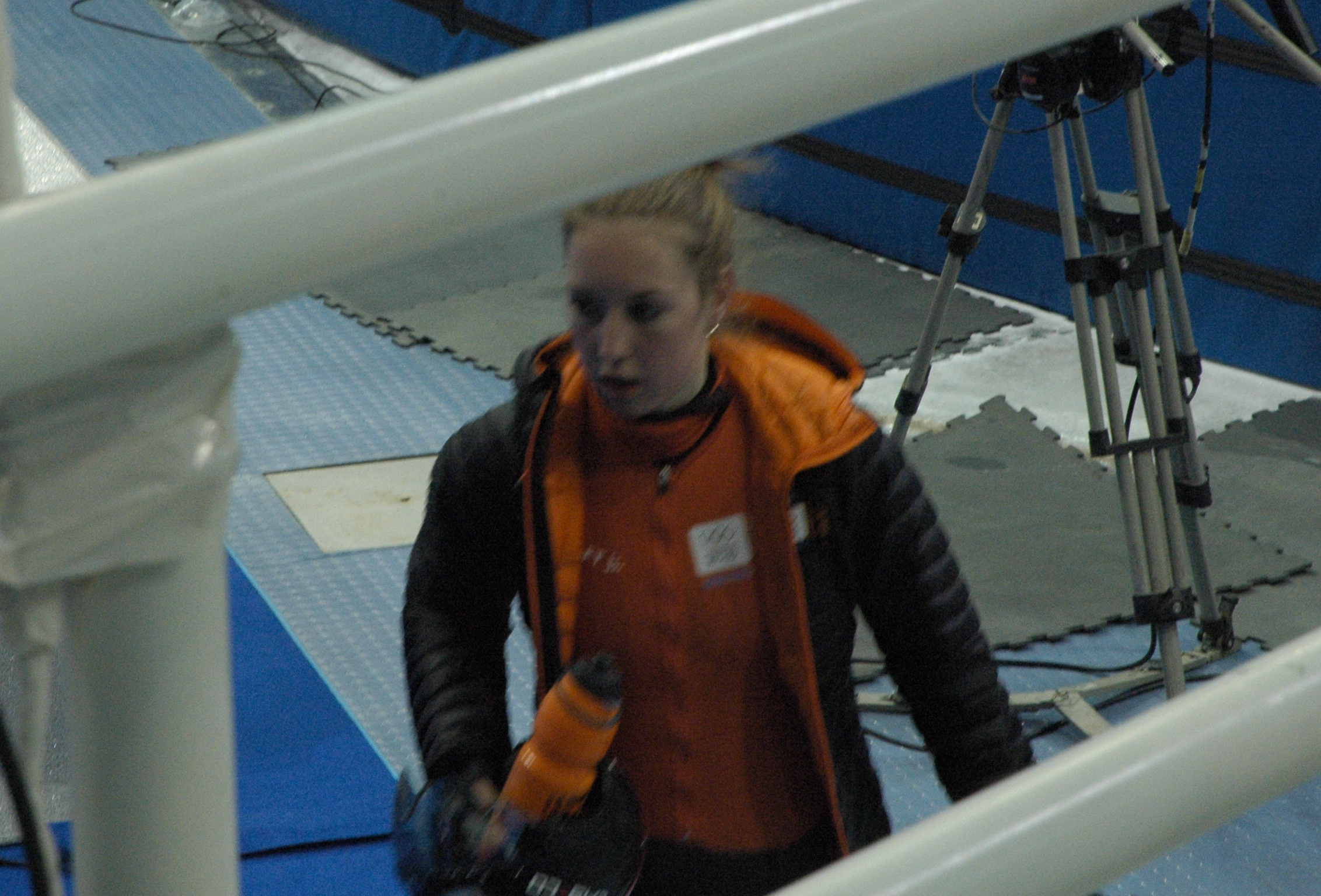
ララ・ファン・ライフェン／7月10日没

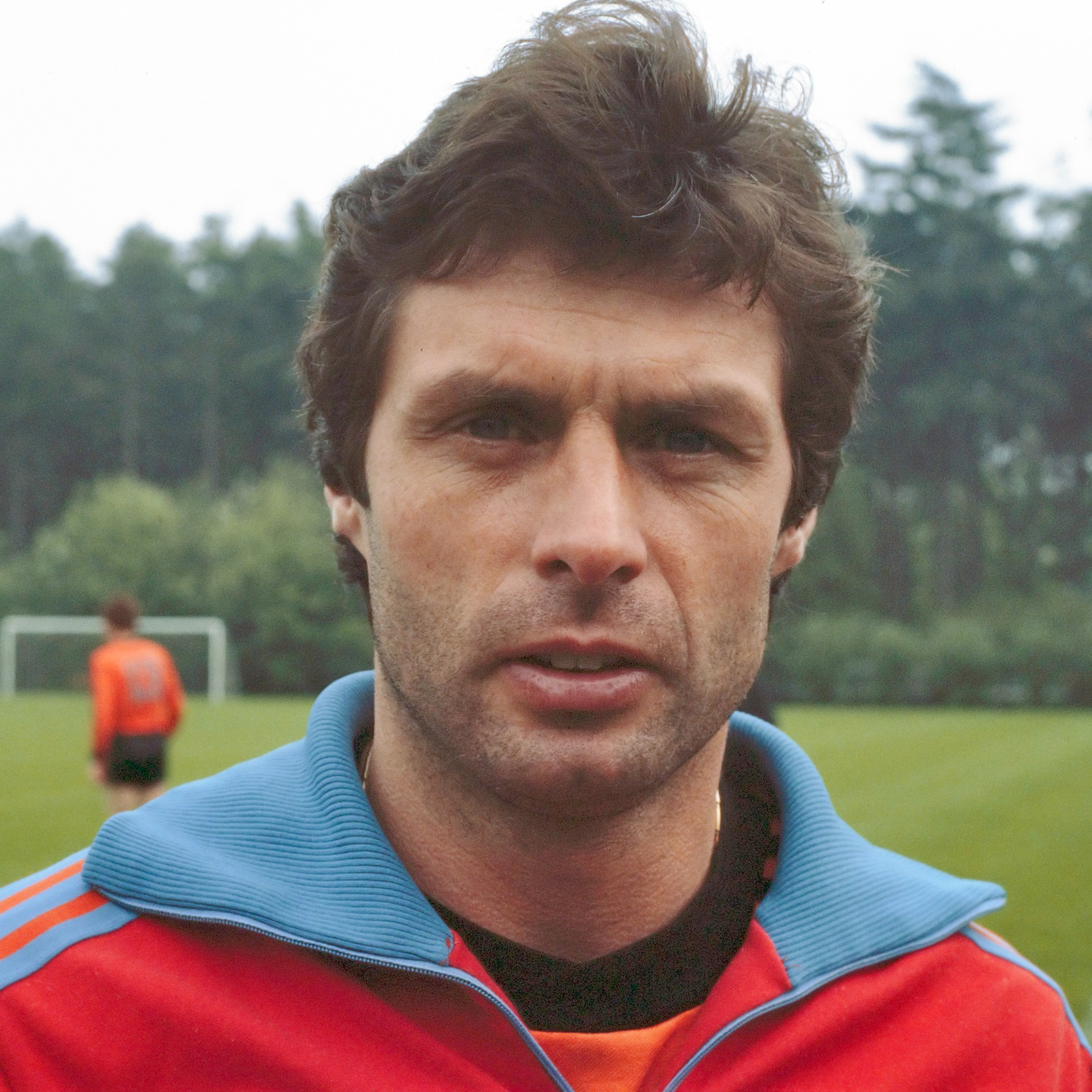
ヴィム・シュルビア／7月12日没

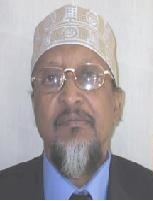
ハッサン・アブシル・ファラ／7月12日没

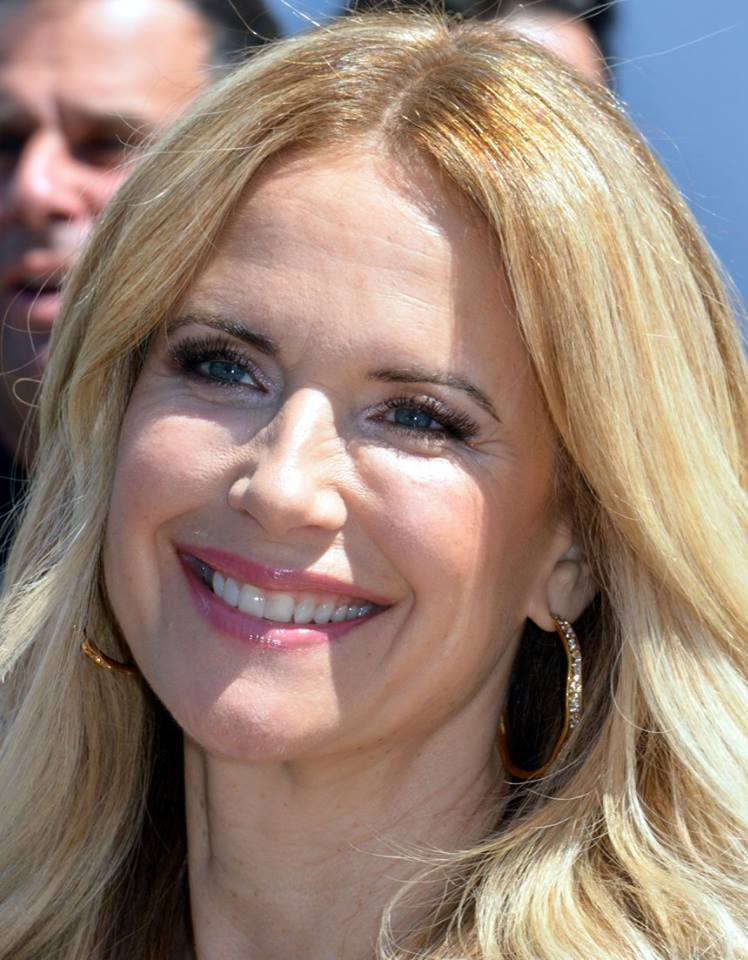
ケリー・プレストン／7月12日没

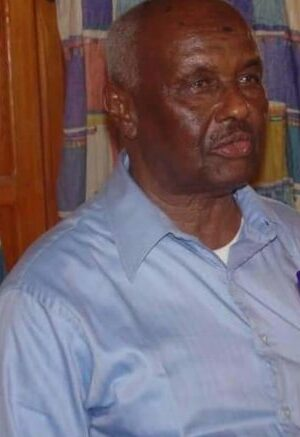
モハメド・アブディ・ハシ／7月12日没

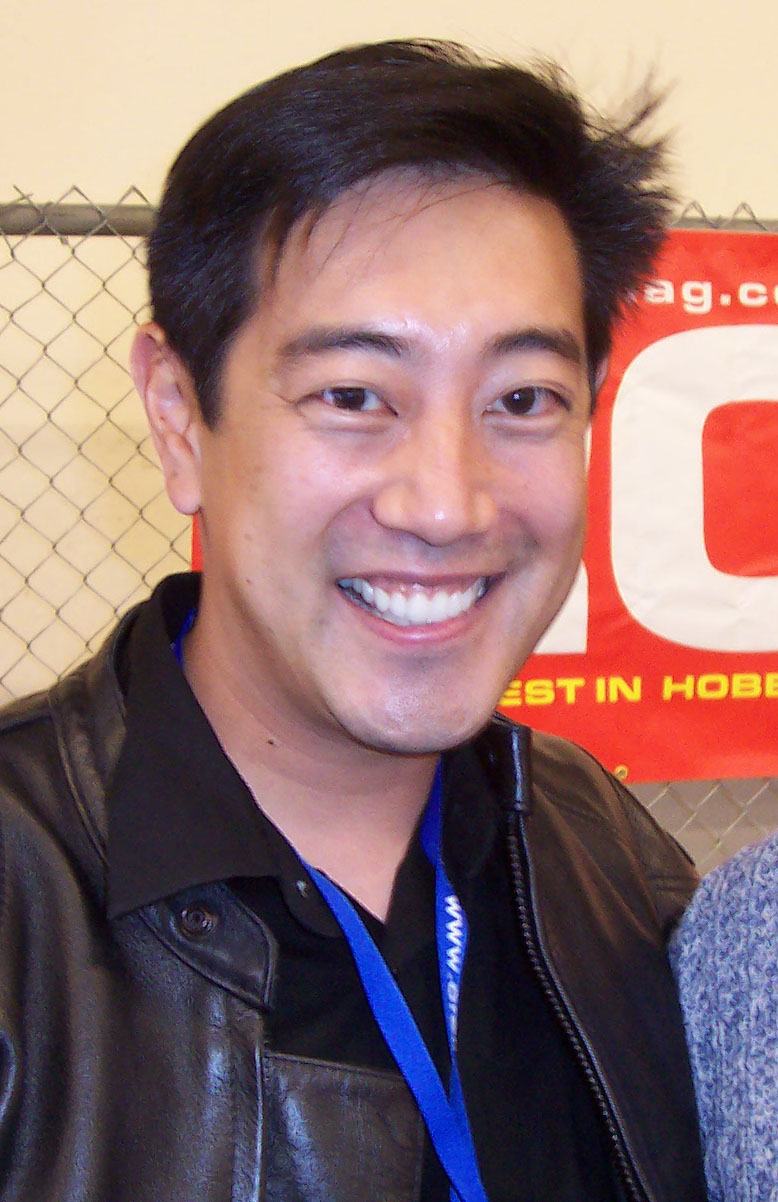
グラント・イマハラ／7月13日没

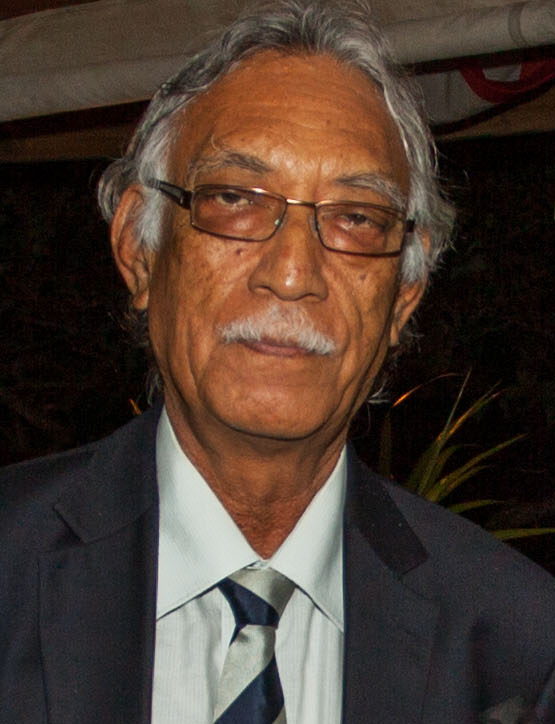
トケ・タランギ／7月14日没

- 7月1日 - ヒュー・ダウンズ（英語版）、アメリカ合衆国のジャーナリスト、ニュースキャスター、テレビ番組司会者（* 1921年）[1]
- 7月1日 - ゲオルク・ラッツィンガー（ドイツ語版）、ドイツの聖職者、ローマ・カトリック教会の司祭、第265代ローマ教皇ベネディクト16世の兄（* 1924年）[2]
- 7月1日 - シビル・ウェッタシンハ、スリランカの児童文学作家、イラストレーター（* 1927年）[3]
- 7月1日 - 長崎法潤、日本のインド学者、仏教学者、大谷大学名誉教授（* 1934年）[4]
- 7月1日 - マックス・クロク（英語版）、アメリカ合衆国のキーボード奏者、ソングライター（* 1936年）[5]
- 7月1日 - 与座ともつね、日本の沖縄芝居役者（* 1937年?）[6]
- 7月1日 - エマニュエル・ラコトヴァヒニー（英語版）、マダガスカルの政治家、元同国首相（* 1938年）[7]
- 7月1日 - ジョージ・ハレット（英語版）、南アフリカ共和国の写真家（* 1942年）[8]
- 7月1日 - 久世建二、日本の陶造形作家、金沢美術工芸大学元学長（* 1945年）[9]
- 7月1日 - 佐藤則夫、日本の実業家、元豊田自動織機副社長・アイチコーポレーション社長（* 1946年?）[10]
- 7月1日 - 前澤哲爾、日本の団体理事、元全国フィルム・コミッション連絡協議会専務理事、山梨県立大学名誉教授（* 1951年）[11]
- 7月1日 - 鄧衍成（中国語版）（ビリー・タン）、香港の映画監督（* 1951年）[12]
- 7月2日 - 邱創煥（中国語版）、台湾の政治家、元台湾省主席（* 1925年）[13]
- 7月2日 - 手島健児、日本の元地方競馬騎手・調教師【ホッカイドウ競馬所属】、全国公営競馬調教師会連合会名誉会長（* 1931年）[14]
- 7月2日 - 青野暉、日本のテレビ映画監督（* 1931年）[15]
- 7月2日 - 桑田二郎、日本の漫画家（* 1935年）[16]
- 7月2日 - 尹三六（朝鮮語版）、大韓民国の映画監督（* 1937年）[17]
- 7月2日 - ニコライ・カプースチン、ウクライナ出身のロシアの作曲家、ピアニスト（* 1937年）[18]
- 7月2日 - ケヴィン・ラファティ、アメリカ合衆国のドキュメンタリー映画監督、撮影監督、映画プロデューサー（* 1948年）[19]
- 7月2日 - レックフル（英語版）、アメリカ合衆国のインフルエンサー・ゲーム配信者（* 1989年）[20]
- 7月2日 - 范蘊若、中華人民共和国の囲碁棋士（* 1996年）[21]
- 7月3日 - アール・キャメロン（英語版）、イギリスの俳優（* 1917年）[22]
- 7月3日 - 島野喜三、日本の実業家、元シマノ社長（* 1934年）[23]
- 7月3日 - 渡辺典子、日本の声優（* 1934年）[24]
- 7月3日 - 松尾聰、日本の実業家、元カルビー社長（* 1935年）[25]
- 7月3日 - サロージ・カーン、インドの振付師（* 1948年）[26]
- 7月3日 - エルミネ・ド・クレルモン＝トネール（フランス語版）、フランスの貴族、女優、クレルモン＝トネール家（英語版）令嬢（* 1966年）[27]
- 7月4日 - 訓覇曄雄、日本の哲学者、大谷大学元学長・名誉教授（* 1934年）[28]
- 7月4日 - マーサ・ロチャ、ブラジルのモデル、ミス・ユニバース1954準優勝者（* 1936年）[29]
- 7月4日 - ロニーとドニーのガリヨン兄弟（英語版）、アメリカ合衆国の史上最高齢の結合双生児（* 1951年）[30]
- 7月4日 - 月城小夜子、日本の喜劇役者、女優（* 生年不明）[31]
- 7月5日 - 板橋興宗、日本の曹洞宗僧侶、元曹洞宗管長（* 1927年）[32]
- 7月5日 - 小浜俊郎、日本の仏文学者、慶應義塾大学名誉教授（* 1927年）[33]
- 7月5日 - 田中正雄、日本の実業家、元小松製作所社長（* 1926年）[34]
- 7月5日 - 石原健太郎、日本の政治家、元衆議院・参議院議員【新自由クラブ・自由民主党・自由党・民主党所属】（* 1937年）[35]
- 7月5日 - クリーヴランド・イートン（英語版）、アメリカ合衆国のジャズベーシスト（* 1939年）[36]
- 7月5日 - ヴィリ・ホルドルフ、ドイツの元陸上競技選手、1964年東京オリンピック十種競技金メダリスト（西ドイツ代表）（* 1940年）[37]
- 7月5日 - ベティナ・ジロイス（英語版）、アメリカ合衆国の脚本家（* 1961年）[38]
- 7月5日 - 岩崎謙治、日本の実業家、いちご会長（* 1968年）[39]
- 7月5日 - ニック・コーデロ、カナダの俳優（* 1978年）[40]
- 7月6日 - エーリヒ・ハルトマン（音楽家）（ドイツ語版）、ドイツのコントラバス奏者（* 1920年）[41]
- 7月6日 - 岩井韻亭、日本の書家（* 1924年）[42]
- 7月6日 - エンニオ・モリコーネ、イタリアの作曲家、指揮者（* 1928年）[43][44]
- 7月6日 - 中澤博司、日本の実業家、元東北電力副社長、元ユアテック社長（* 1928年?）[45]
- 7月6日 - ジョー・ポーカロ（英語版）、アメリカ合衆国のジャズドラマー（* 1930年）[46]
- 7月6日 - ロナルド・グラハム、アメリカ合衆国の数学者（* 1935年）[47]
- 7月6日 - チャーリー・ダニエルズ、アメリカ合衆国のカントリーミュージシャン（* 1936年）[48]
- 7月6日 - 宗像隆幸、台湾独立運動の日本人指導者（* 1936年）[49]
- 7月6日 - 森繁一、日本の官僚、元自治事務次官（* 1936年?）[50]
- 7月6日 - 秋田貞美、日本の実業家、秋田書店最高顧問（* 1936年）[51]
- 7月6日 - 安田裕美、日本のギタリスト、スタジオ・ミュージシャン（* 1948年）[52]
- 7月6日 - 鈴木常吉、日本のミュージシャン、俳優（* 1954年）[53]
- 7月6日 - 渡田均、日本の元プロ野球審判員（* 1958年）[54]
- 7月6日 - メアリー・ケイ・ルトーノー、アメリカ合衆国の元小学校教師（* 1962年）[55]
- 7月6日 - 城地俊光、日本の地方競馬調教師【岩手県競馬組合所属】（* 1966年）[56]
- 7月6日 - 望月一、日本の元プロ野球選手【広島東洋カープ・福岡ダイエーホークス所属】、トレーナー（* 1968年）[57]
- 7月6日 - ヒシャーム・アル＝ハーシミー（英語版）、イラクの歴史家、政府顧問（* 1973年）[58]
- 7月7日 - 佐々木達司、日本の郷土史家、民俗研究家（* 1932年）[59]
- 7月7日 - 眞崎知生、日本の薬理学者、筑波大学・京都大学名誉教授（* 1934年）[60]
- 7月7日 - 小島大猷、日本の書家（* 1950年?）[61]
- 7月8日 - 朴在玉（朝鮮語版）、大韓民国の女性、朴正煕長女（* 1937年）[62]
- 7月8日 - フロージー・ウォン・スタール（英語版）（黄以静）、中国出身のアメリカ合衆国のウイルス学者、分子生物学者（* 1949年）[63]
- 7月8日 - 永田峰雄、日本のテノール歌手（* 1954年）[64]
- 7月8日 - アマドゥ・ゴン・クリバリ（英語版）、コートジボワールの政治家、同国首相（* 1959年）[65]
- 7月8日 - フィン・クリスチャン・ヤッゲ（英語版）、ノルウェーの元アルペンスキー選手、1992年アルベールビル男子回転金メダリスト（* 1966年）[66]
- 7月8日 - ナヤ・リヴェラ、アメリカ合衆国の女優、歌手（* 1987年）[67]
- 7月8日 - アレックス・プリン（英語版）、オーストラリアの元スノーボード選手、2011年世界選手権（英語版）・2013年世界選手権（英語版）金メダリスト（* 1987年）[68]
- 7月9日 - ガブリエラ・トゥッチ、イタリアのソプラノ歌手（* 1929年）[69]
- 7月9日 - 水沼英樹、日本の医学者、弘前大学名誉教授（* 1951年）[70]
- 7月9日 - 朴元淳、大韓民国の政治家、ソウル特別市長（* 1956年）[71]
- 7月9日 - ハフィズ・ラヒム、シンガポールのサッカー選手、元同国代表（* 1983年）[72]
- 7月10日 - 後藤達郎、日本の実業家、元ホテルオークラ社長（* 1911年）[73]
- 7月10日 - 白善燁、大韓民国の元軍人、外交官、政治家、実業家（* 1920年）[74]
- 7月10日 - ミロシュ・ヤケシュ、チェコの政治家、元チェコスロバキア共産党第一書記（* 1922年）[75]
- 7月10日 - 岡井隆、日本の歌人（* 1928年）[76]
- 7月10日 - タシュー・オルガ（ハンガリー語版）、ハンガリーの元体操競技選手、1956年メルボルンオリンピック女子手具体操団体金メダリスト（* 1929年）[77]
- 7月10日 - 清水曻、日本の政治家、元勝田市・ひたちなか市長（* 1932年）[78]
- 7月10日 - 鍵主良敬、日本の仏教学者、大谷大学名誉教授（* 1933年）[79]
- 7月10日 - ジャッキー・チャールトン、イングランドの元サッカー選手・指導者、元同国代表、元アイルランド代表監督（* 1935年）[80]
- 7月10日 - 吉川進、日本の映像プロデューサー（* 1935年）[81]
- 7月10日 - エディ・ゲイル（英語版）、アメリカ合衆国のジャズトランペット奏者（* 1941年）[82]
- 7月10日 - 山口克彦、日本の機械工学者、京都工芸繊維大学名誉教授（* 1941年）[83]
- 7月10日 - 相良憲昭、日本の教育学者、京都ノートルダム女子大学元学長・名誉教授（* 1943年）[84]
- 7月10日 - 上村豊、日本の美術教育者、琉球大学准教授（* 1965年）[85]
- 7月10日 - ララ・ファン・ライフェン、オランダのショートトラックスピードスケート選手、2018年平昌オリンピック女子3000mリレー銅メダリスト（* 1992年）[86]
- 7月10日 - 鷹野日南、日本のアイドル歌手、YouTuber、KissBeeメンバー（* 2000年）[87]
- 7月11日 - 高原清介、日本の実業家、元東鉄工業社長（* 1936年?）[88]
- 7月11日 - 喜多野利和、日本の実業家、元保土谷化学工業社長（* 1949年）[89]
- 7月12日 - エレノア・ソコロフ（英語版）、アメリカ合衆国のピアニスト（* 1914年）[90]
- 7月12日 - フランク・ポペール（英語版）、チェコ出身のスイスの美術史家（* 1918年）[91]
- 7月12日 - 扶川茂、日本の詩人（* 1932年）[92]
- 7月12日 - ロッド・バーナード、アメリカ合衆国の歌手（* 1940年）[93]
- 7月12日 - 早川尚夫、日本の電子工学者、名古屋大学名誉教授（* 1940年）[94]
- 7月12日 - スーチ・ラヨシュ（ハンガリー語版）、ハンガリーの元サッカー選手、元同国代表、1968年メキシコシティーオリンピック金メダリスト（* 1943年）[95]
- 7月12日 - ヴィム・シュルビア、オランダの元サッカー選手・指導者、元同国代表（* 1945年）[96]
- 7月12日 - ハッサン・アブシル・ファラ、ソマリアの政治家、第8代首相（* 1945年）[97]
- 7月12日 - 松井牛歩、日本の書家（* 1946年?）[98]
- 7月12日 - ジュディ・ダイブル、イギリスのシンガーソングライター、元フェアポート・コンヴェンションメンバー（* 1949年）[99]
- 7月12日 - ケリー・プレストン、アメリカ合衆国の女優（* 1962年）[100]
- 7月12日（報道日） - モハメド・アブディ・ハシ、ソマリア・プントランドの政治家、第3代大統領（生年不明）[101]
- 7月13日 - 久木綾子、日本の作家（* 1919年）[102]
- 7月13日 - 山崎勉、日本の英米文学者、翻訳家（* 1927年）[103]
- 7月13日 - 三ツ野充蔵、日本の元銀行家、球団経営者、元千葉ロッテマリーンズ球団代表（* 1932年）[104]
- 7月13日 - ジンジ・マンデラ（英語版）、南アフリカ共和国の政治家、外交官、ネルソン・マンデラ三女（* 1960年）[105]
- 7月13日 - グラント・イマハラ、アメリカ合衆国の電気技術者、TV番組出演者（* 1970年）[106]
- 7月14日 - アダーレト・アーオール（英語版）、トルコの小説家、脚本家（* 1929年）[107]
- 7月14日 - 青坂満、日本の民謡歌手、江差追分師匠（* 1931年）[108]
- 7月14日 - トケ・タランギ、ニウエの政治家、第6代首相（* 1951年）[109]
- 7月14日 - ガリン・ゴルグ（英語版）、アメリカ合衆国の女優、ダンサー（* 1964年）[110]
- 7月14日 - ダニエル・ルイス・リー（英語版）、アメリカ合衆国の白人至上主義活動家（* 1973年）[111]
- 7月14日 - ポラド・ハシモフ（英語版）、アゼルバイジャンの軍人、陸軍少将（* 1975年）[112][113]
- 7月15日 - ポール・フスコ、アメリカ合衆国のフォトジャーナリスト（* 1930年）[114]
- 7月15日 - 坂東克彦、日本の弁護士、第二水俣病訴訟弁護団長（* 1933年）[115]
- 7月15日 - モーリス・ローヴズ（英語版）、スコットランドの俳優（* 1937年）[116]
- 7月15日 - 東南光、日本の書家、徳島大学名誉教授（* 1941年）[117]
- 7月15日 - 瀬戸剛、日本の彫刻家（* 1945年）[118]
- 7月15日 - トラベル・マジオン（英語版）、アメリカ合衆国のプロボクサー、NABFスーパーウェルター級王者（* 1995年）[119]

## (16日 - 31日)

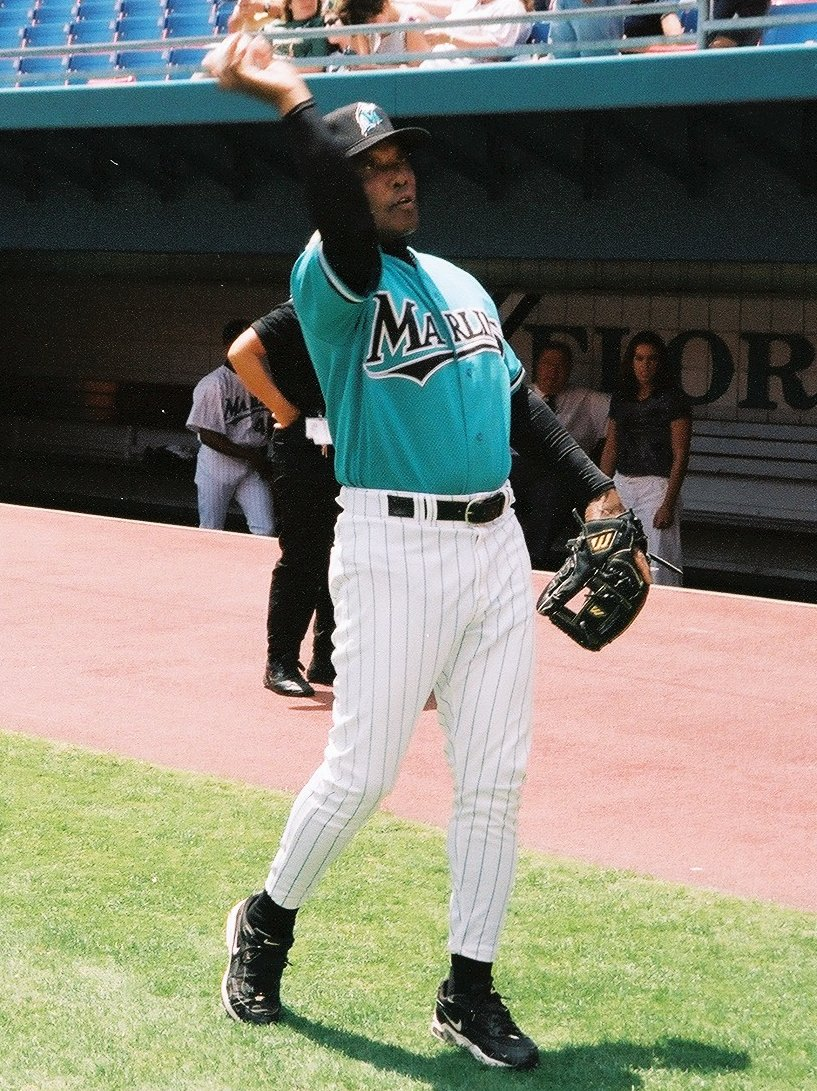
トニー・テイラー／7月16日没

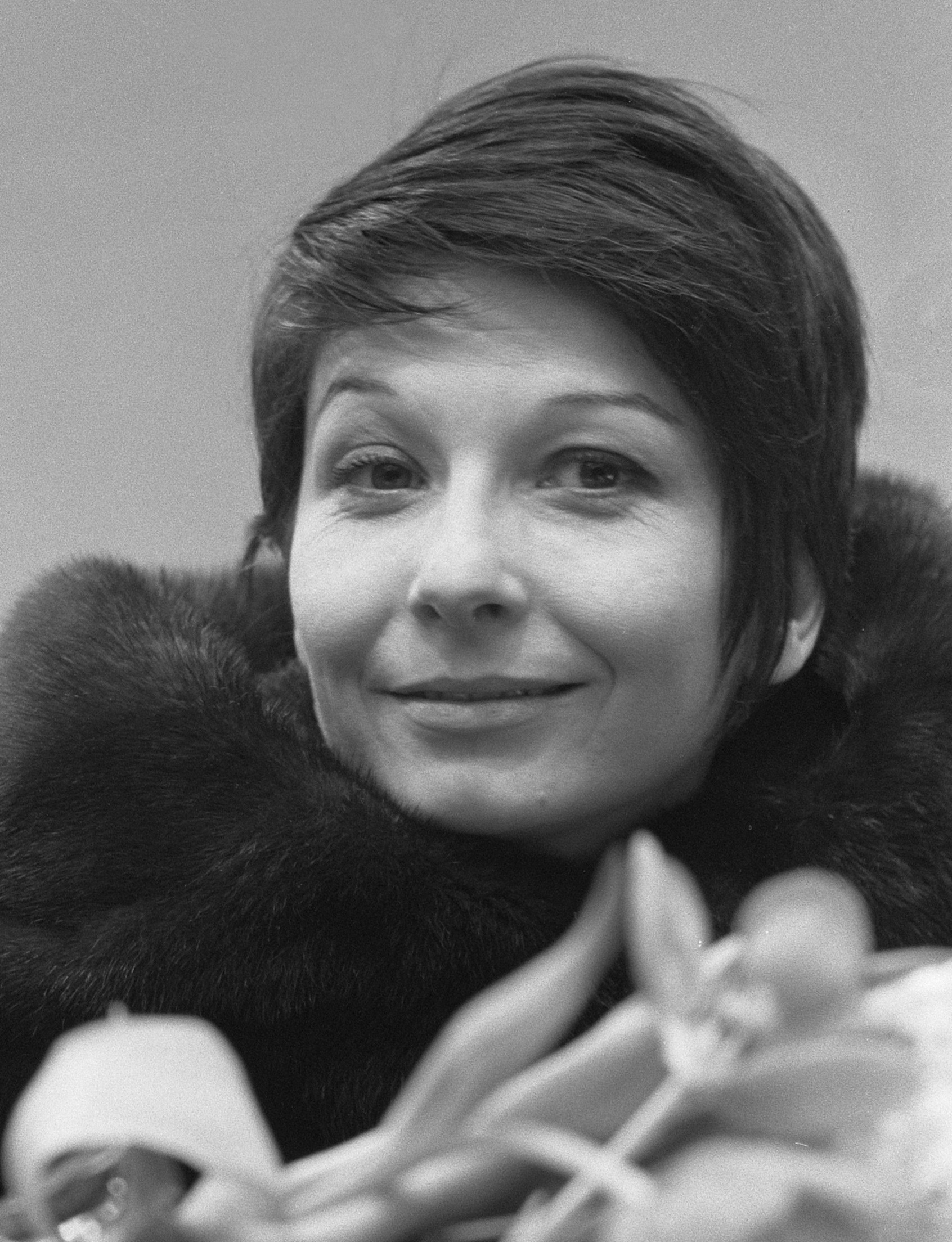
ジジ・ジャンメール／7月17日没

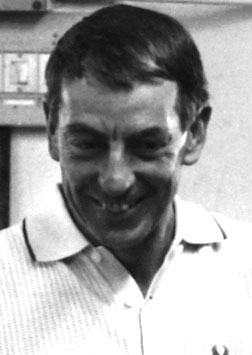
ロン・トーラナック／7月17日没

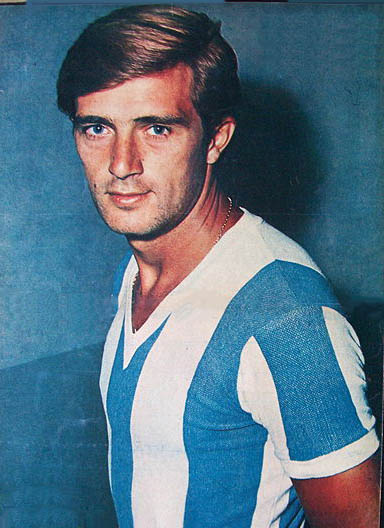
シルビオ・マルソリーニ／7月17日没

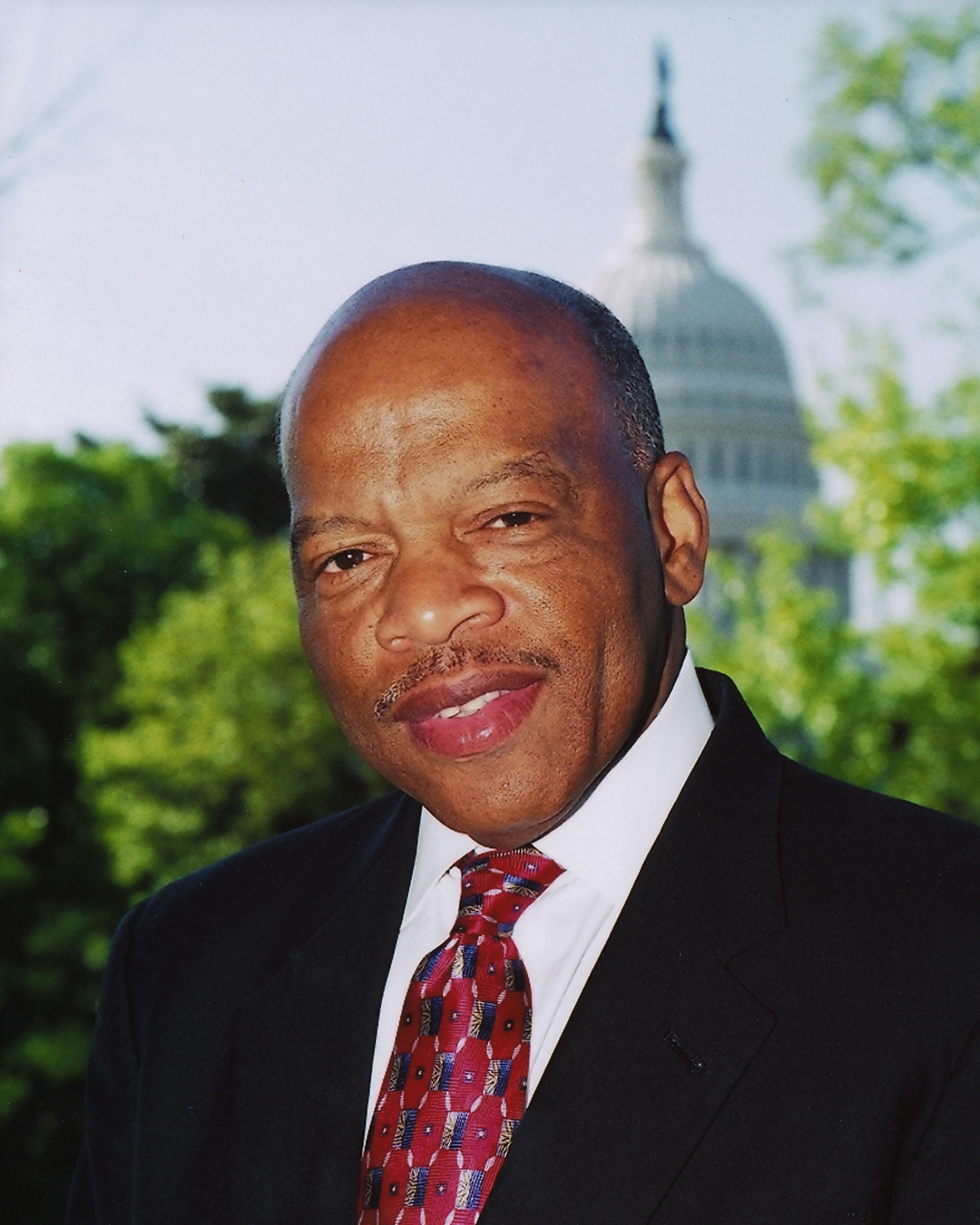
ジョン・ルイス／7月17日没

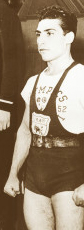
アリ・ミルザイ／7月18日没

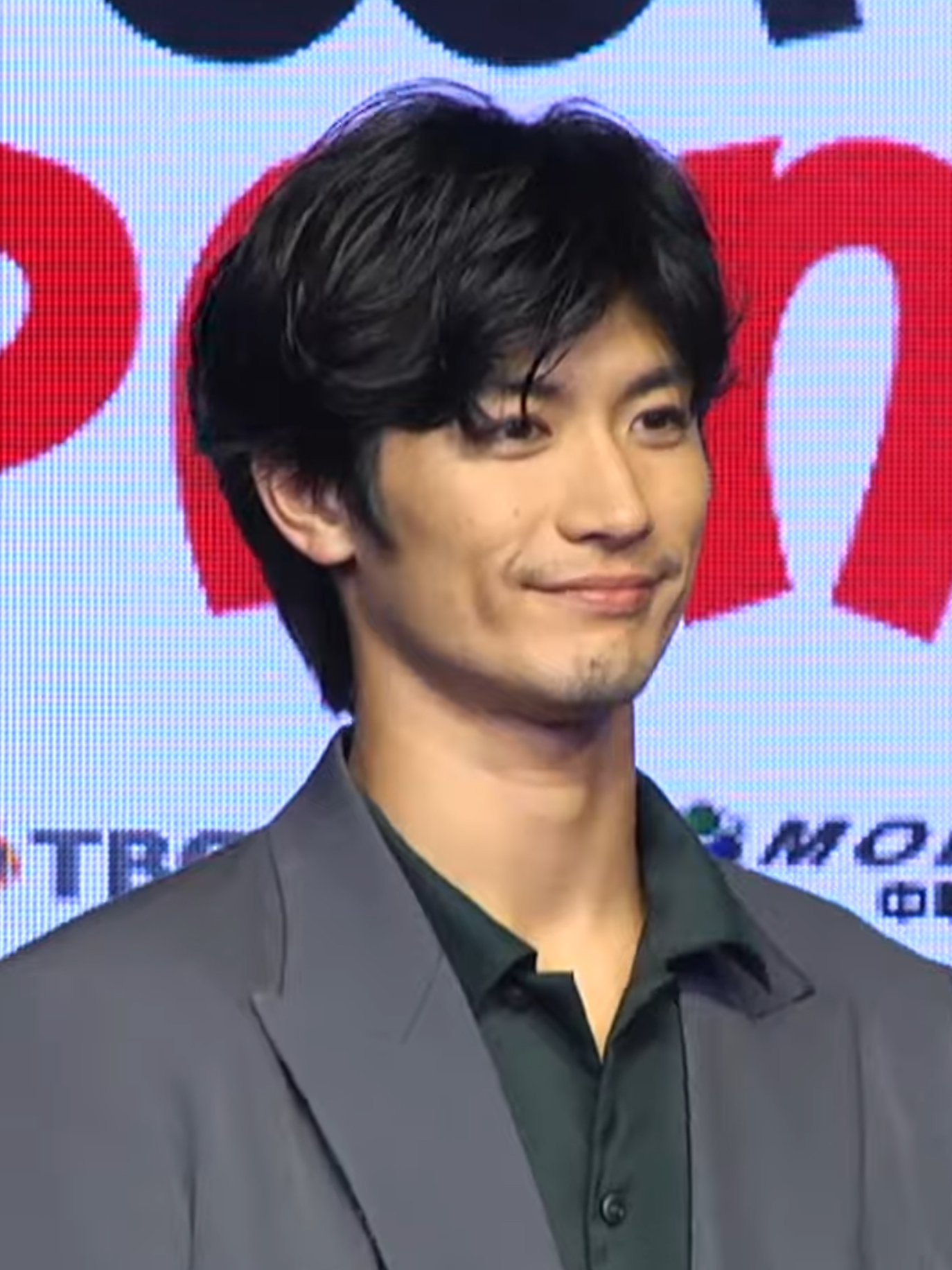
三浦春馬／7月18日没

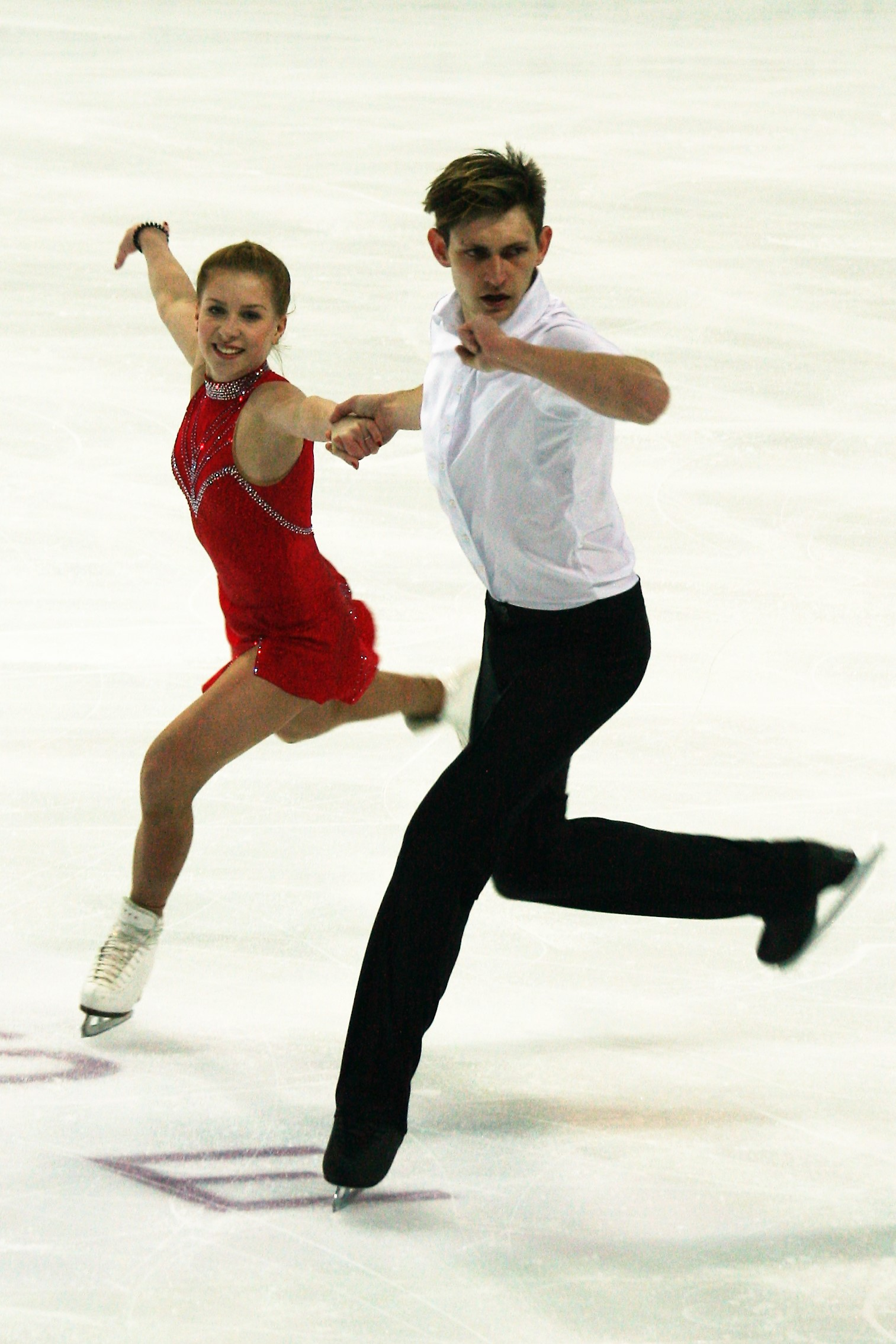
エカテリーナ・アレクサンドロフスカヤ（左）／7月18日没

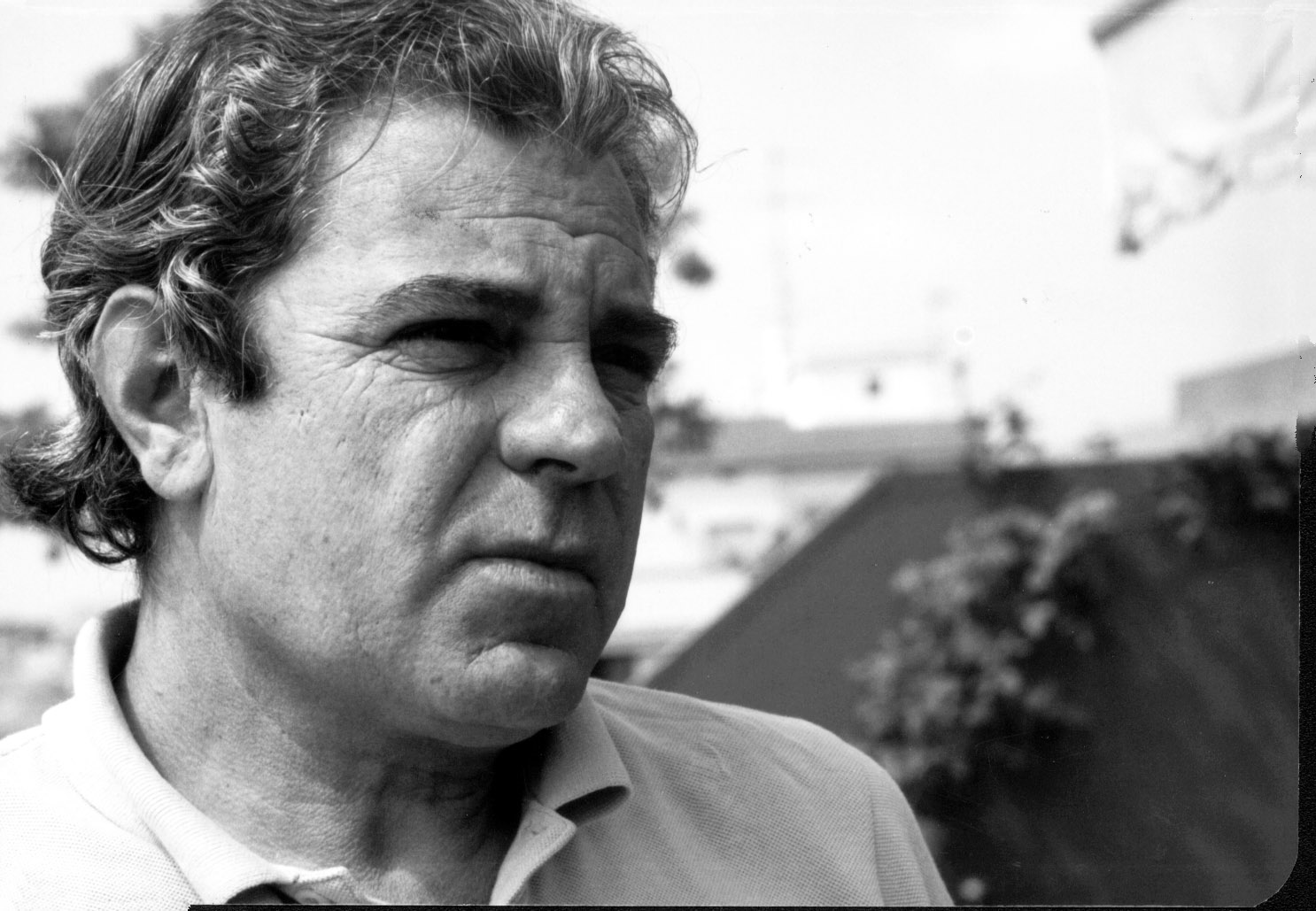
フアン・マルセー／7月19日没

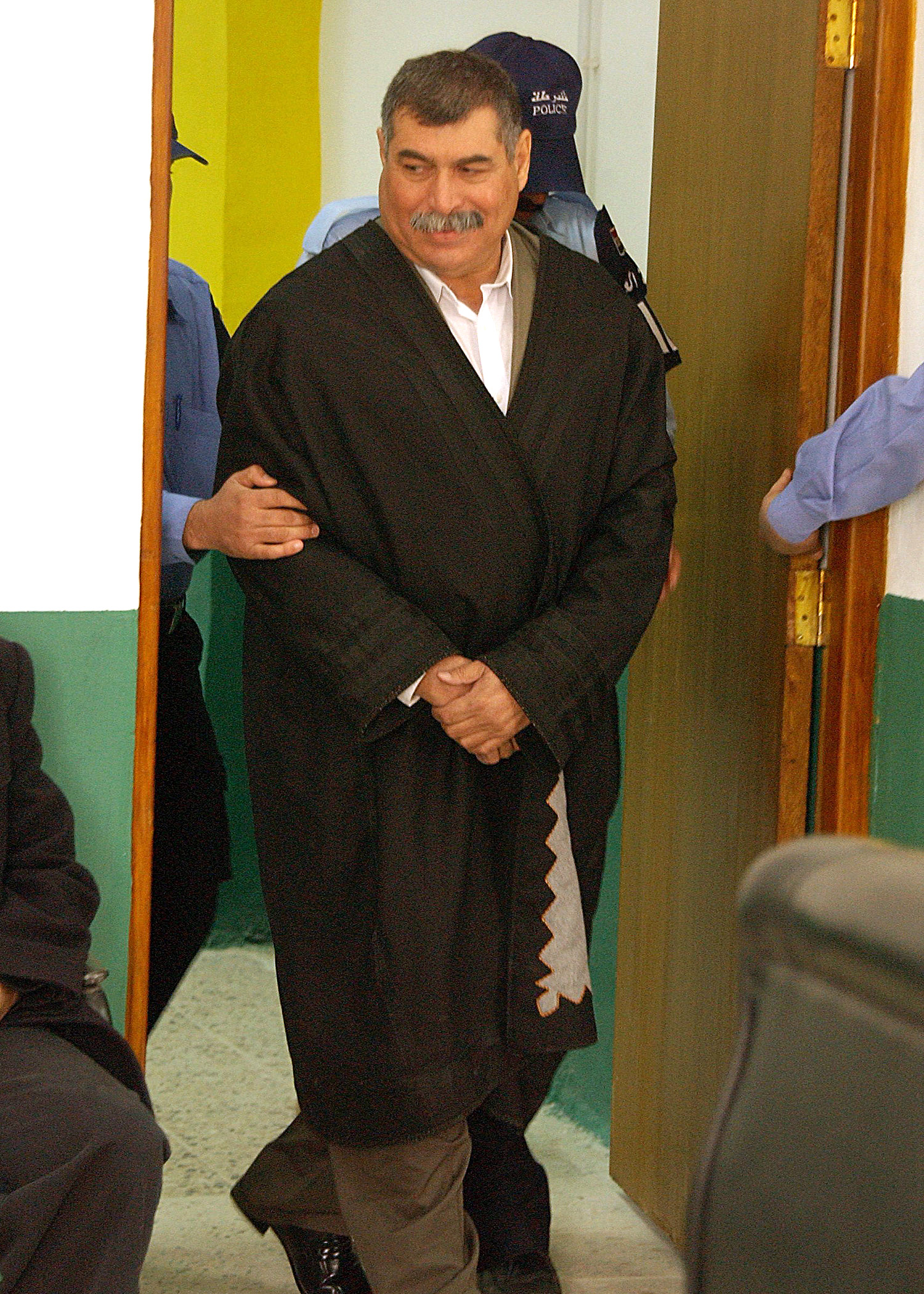
スルターン・ハーシム・アフマド・アッ＝ターイー／7月19日没

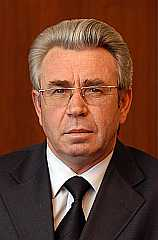
ニコライ・タナーエフ／7月19日没

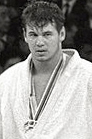
ダグ・ロジャース／7月20日没

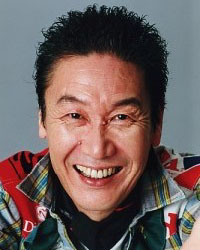
山本寛斎／7月21日没

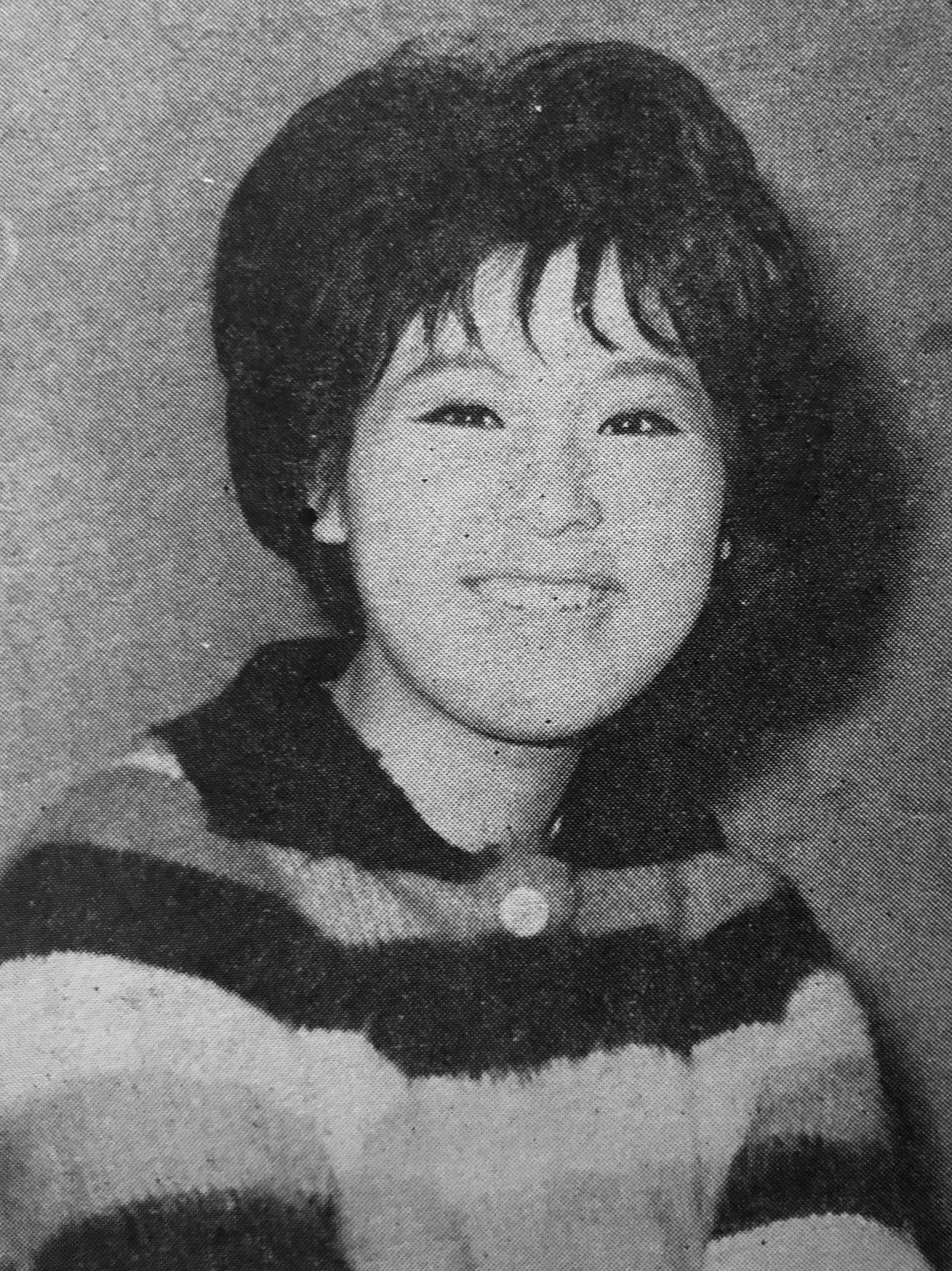
弘田三枝子／7月21日没

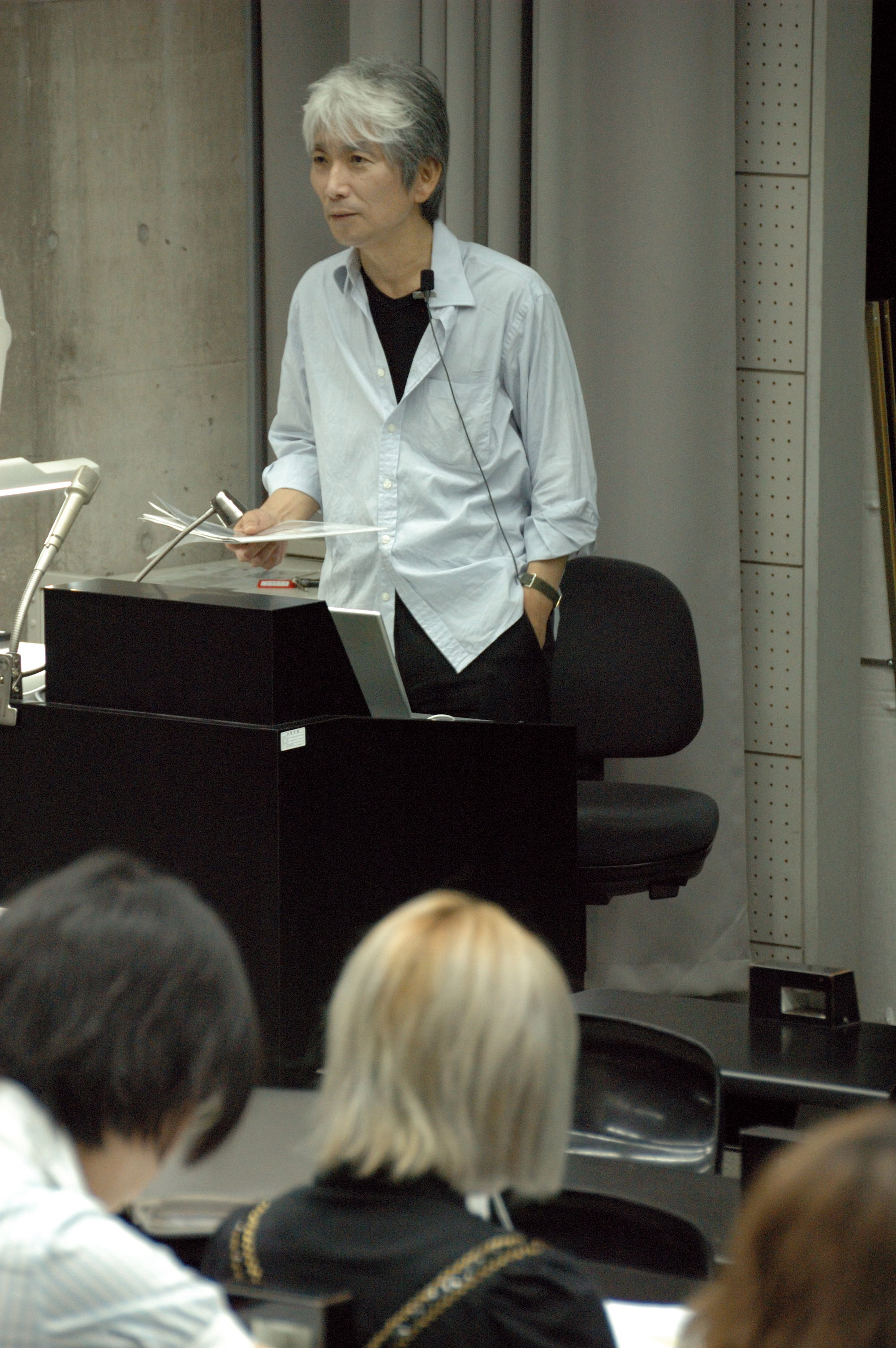
戸田ツトム／7月21日没

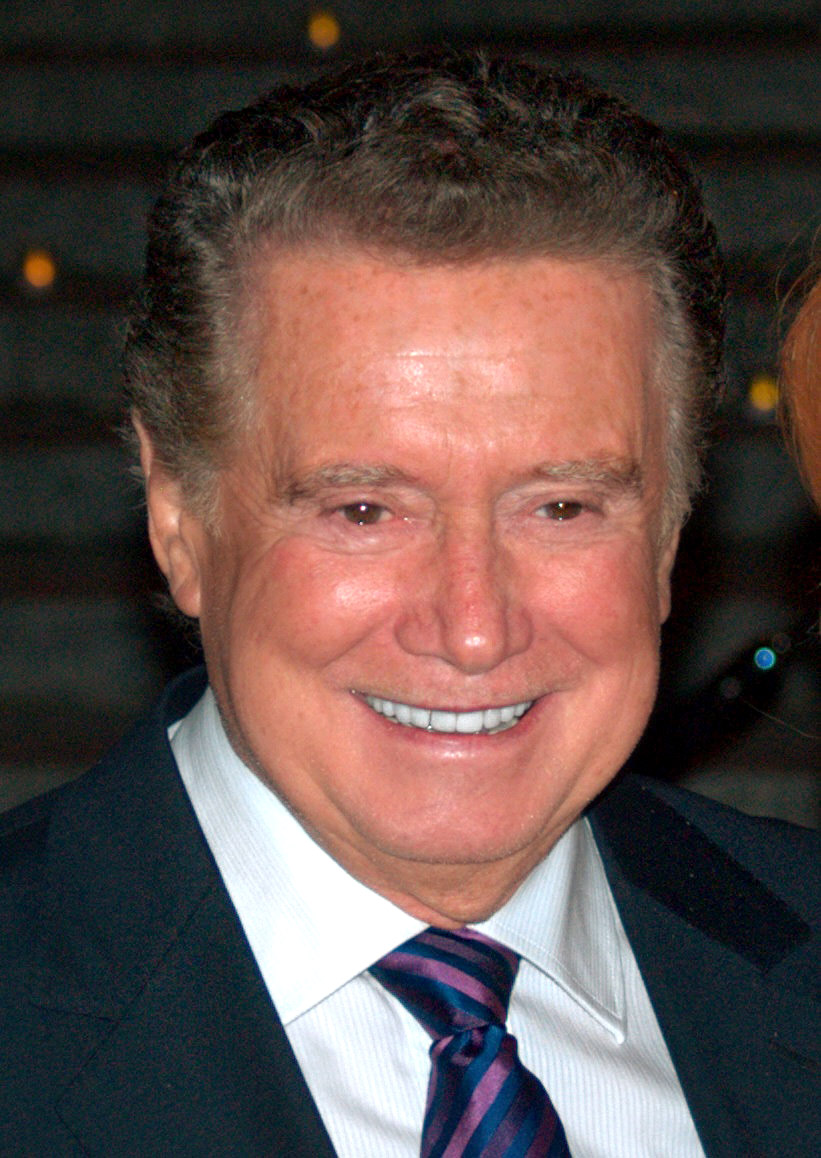
レジス・フィルビン／7月24日没

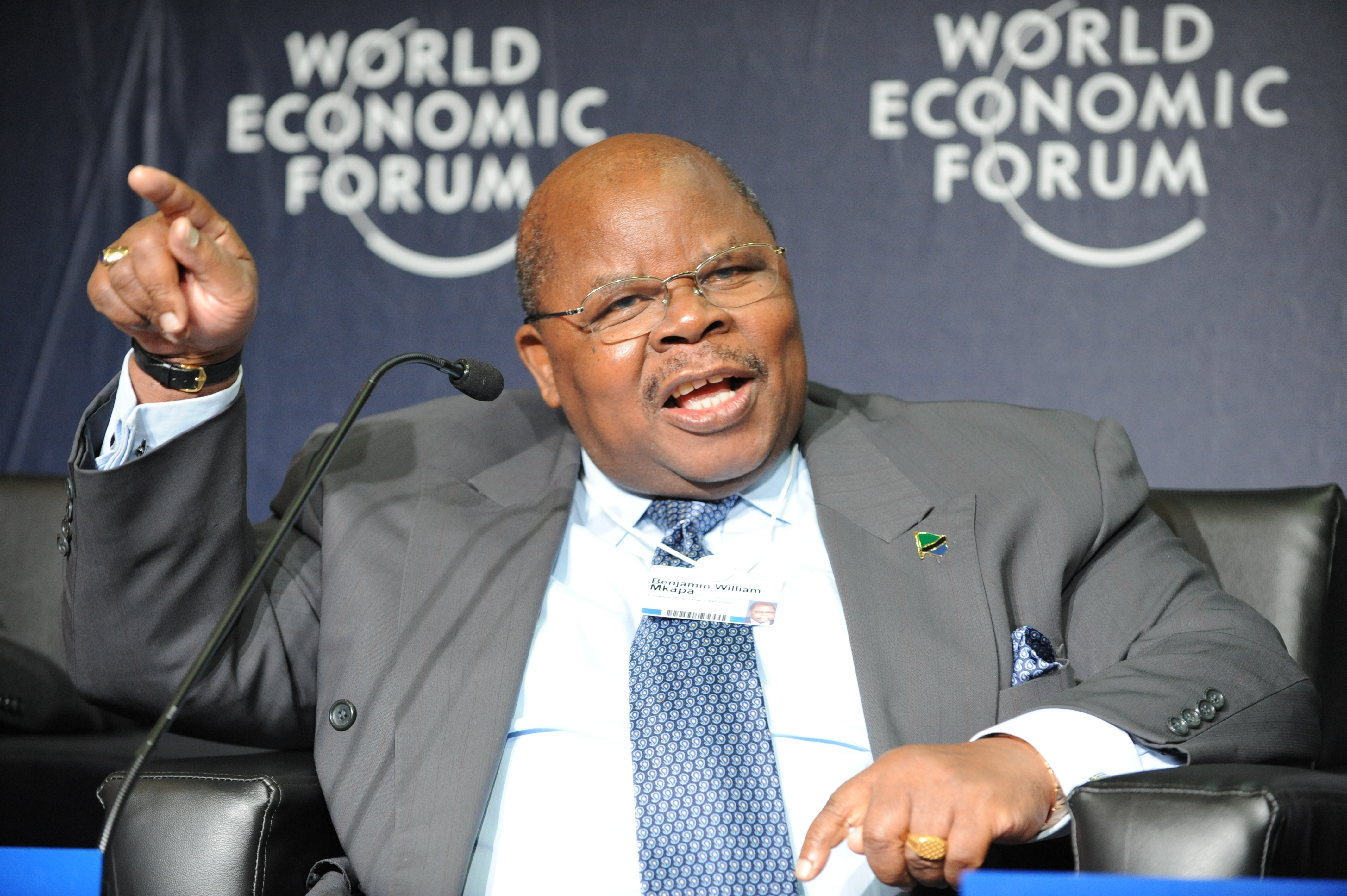
ベンジャミン・ウィリアム・ムカパ／7月24日没

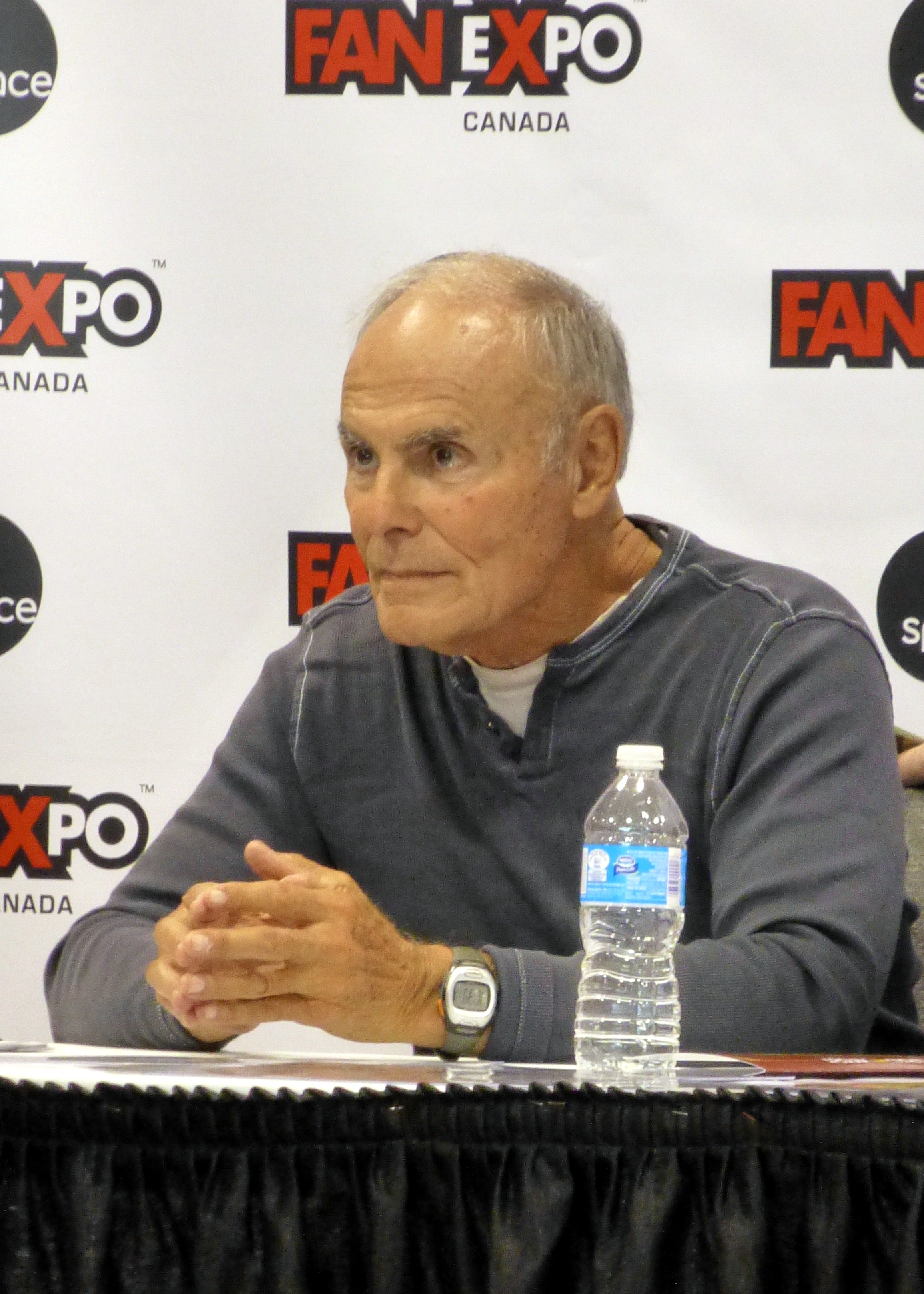
ジョン・サクソン／7月25日没

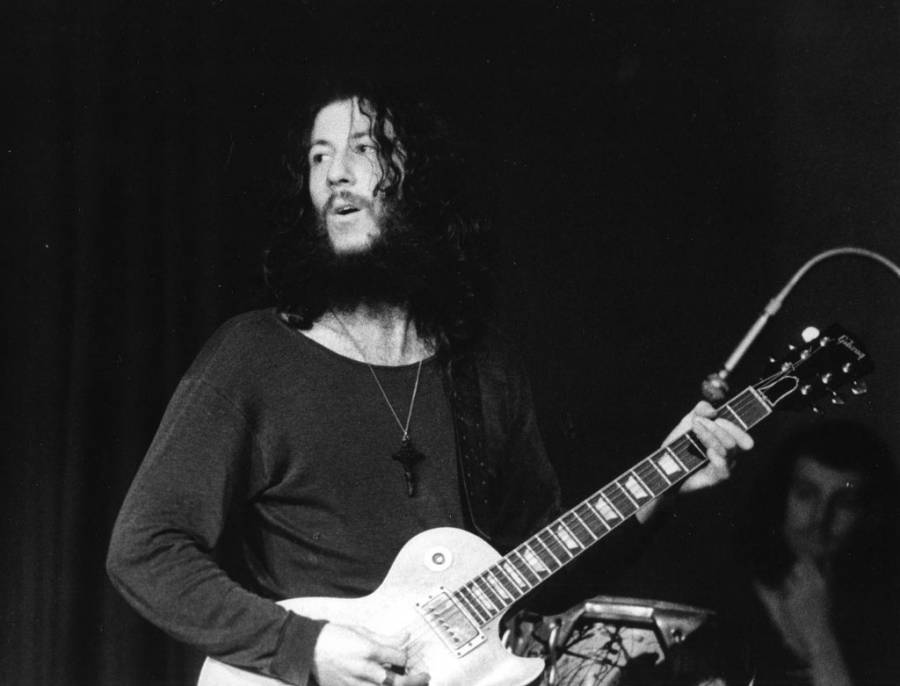
ピーター・グリーン／7月25日没

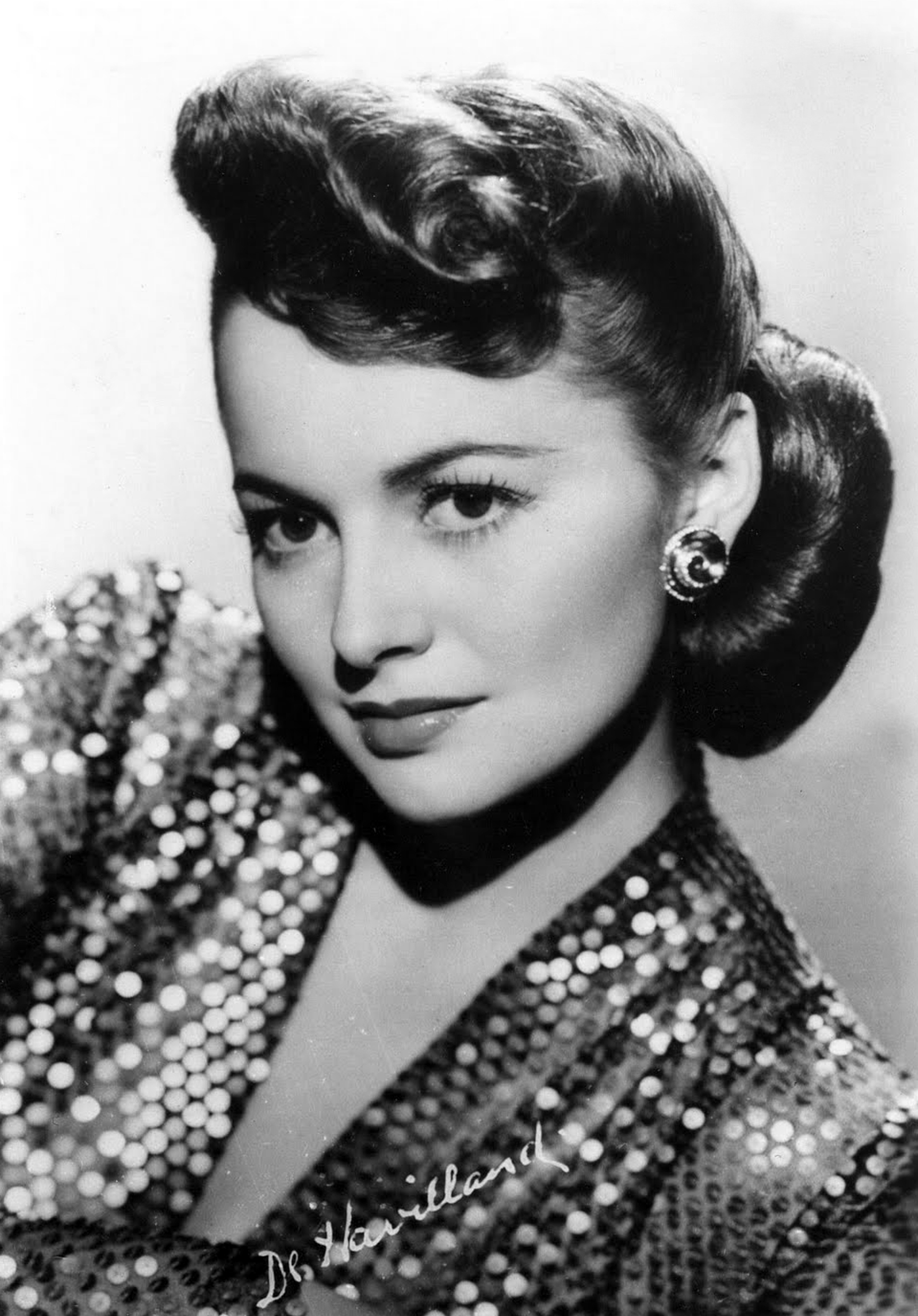
オリヴィア・デ・ハヴィランド／7月26日没

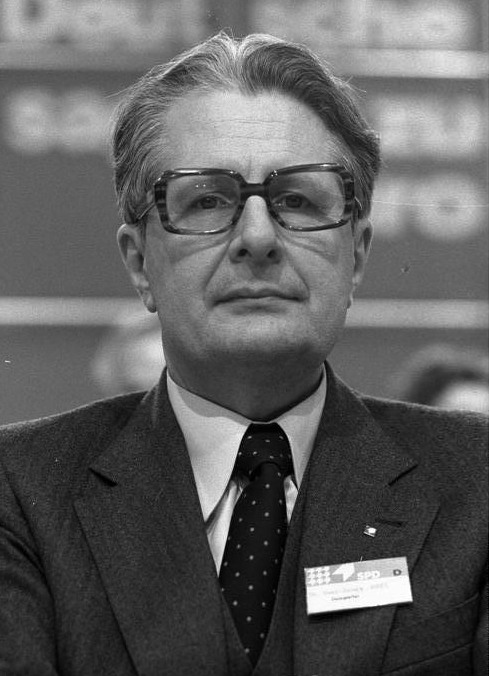
ハンス＝ヨッヘン・フォーゲル／7月26日没

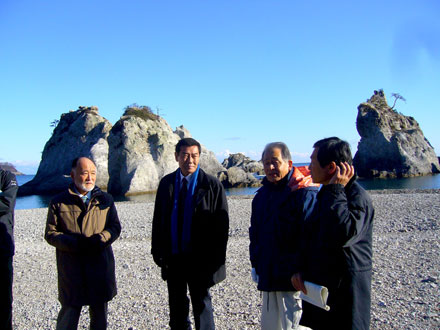
菊池長右ェ門（左端）／7月26日没

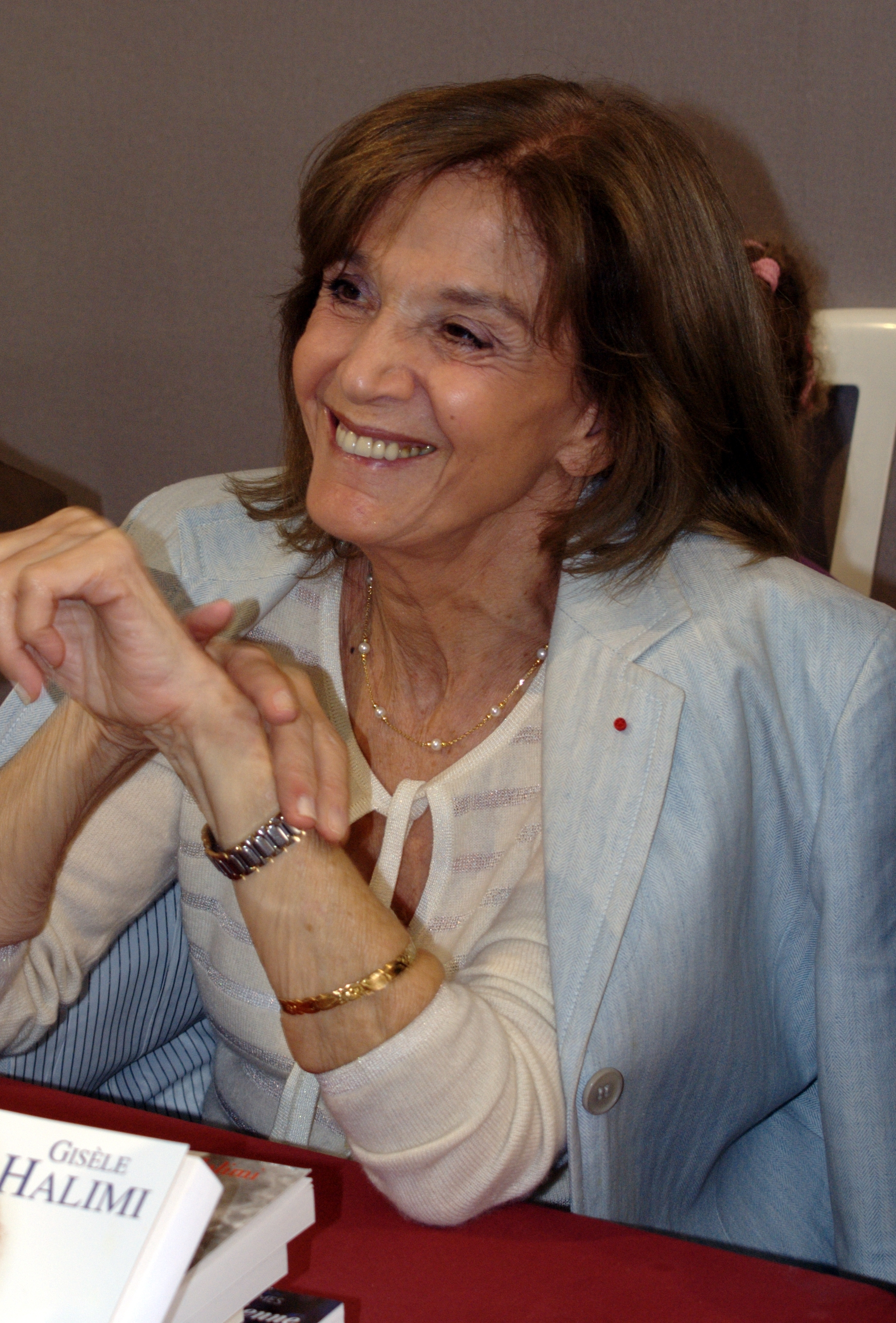
ジゼル・アリミ／7月28日没

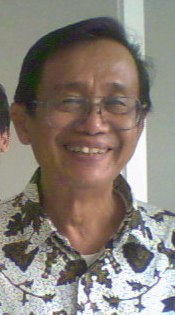
アイプ・ロシディ／7月29日没

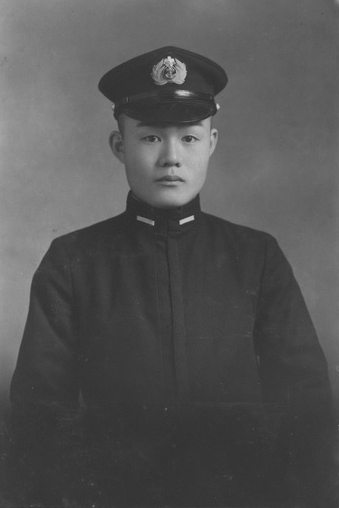
加藤曻／7月30日没

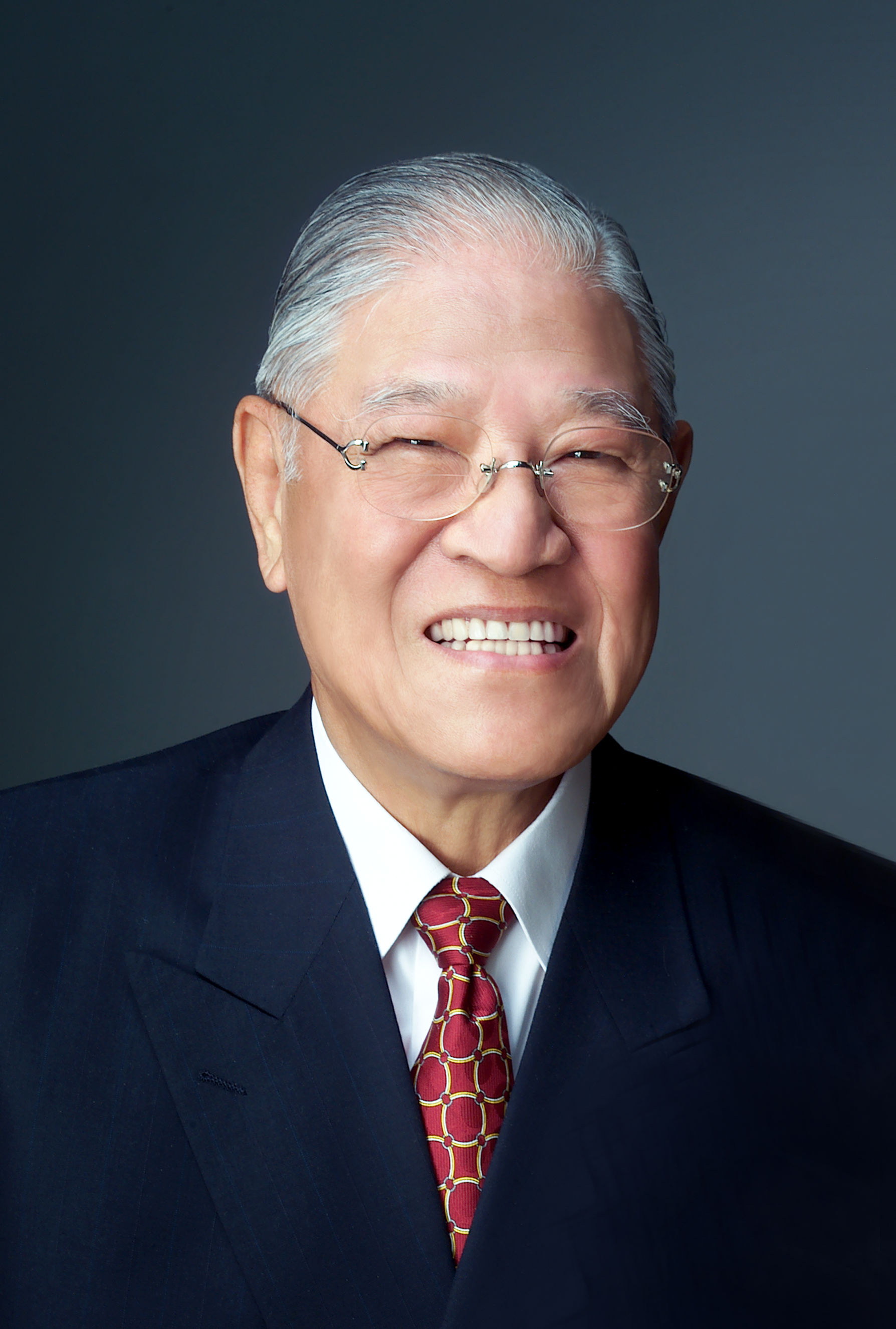
李登輝／7月30日没

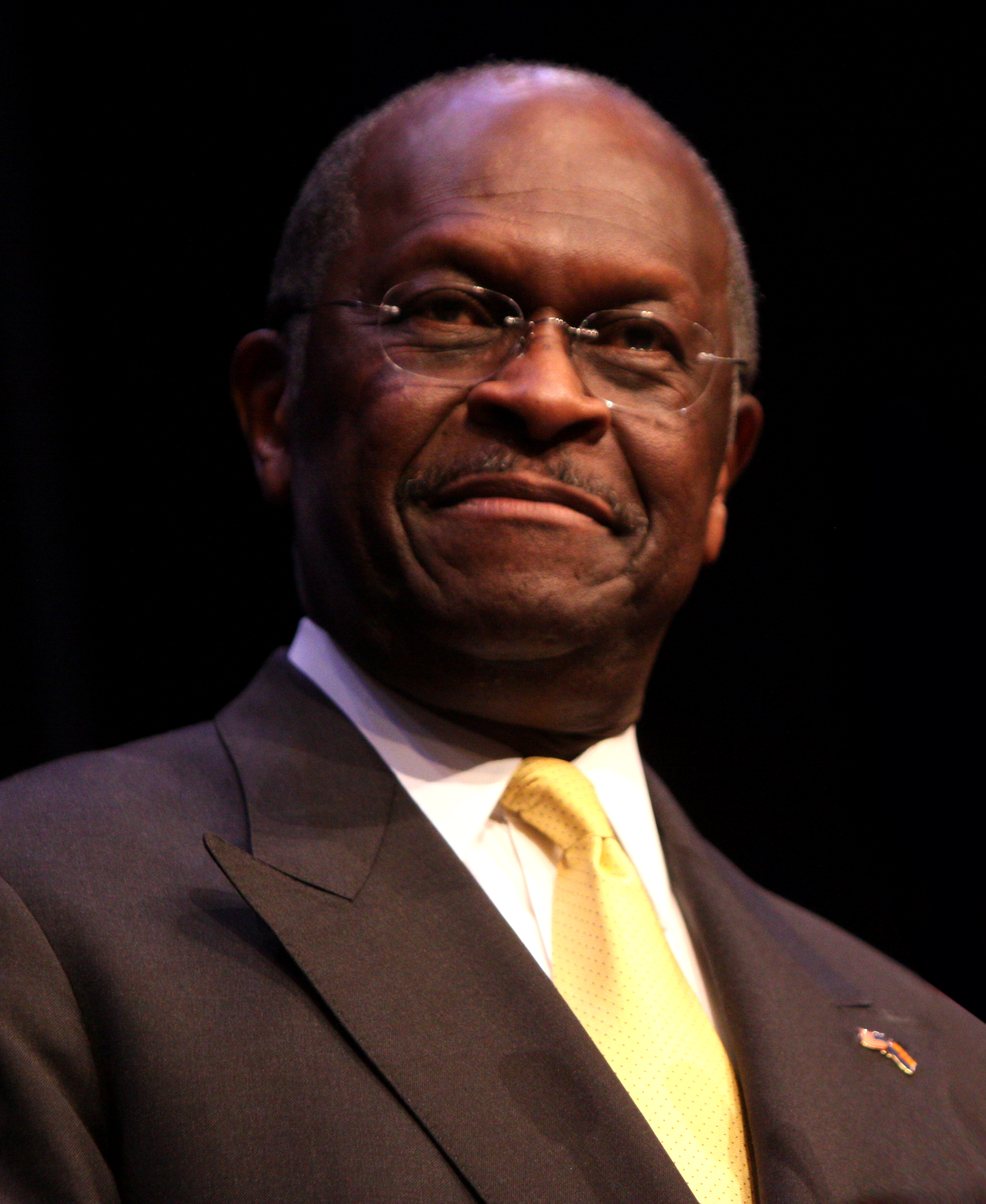
ハーマン・ケイン／7月30日没

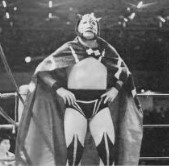
マーク・ロコ／7月30日没

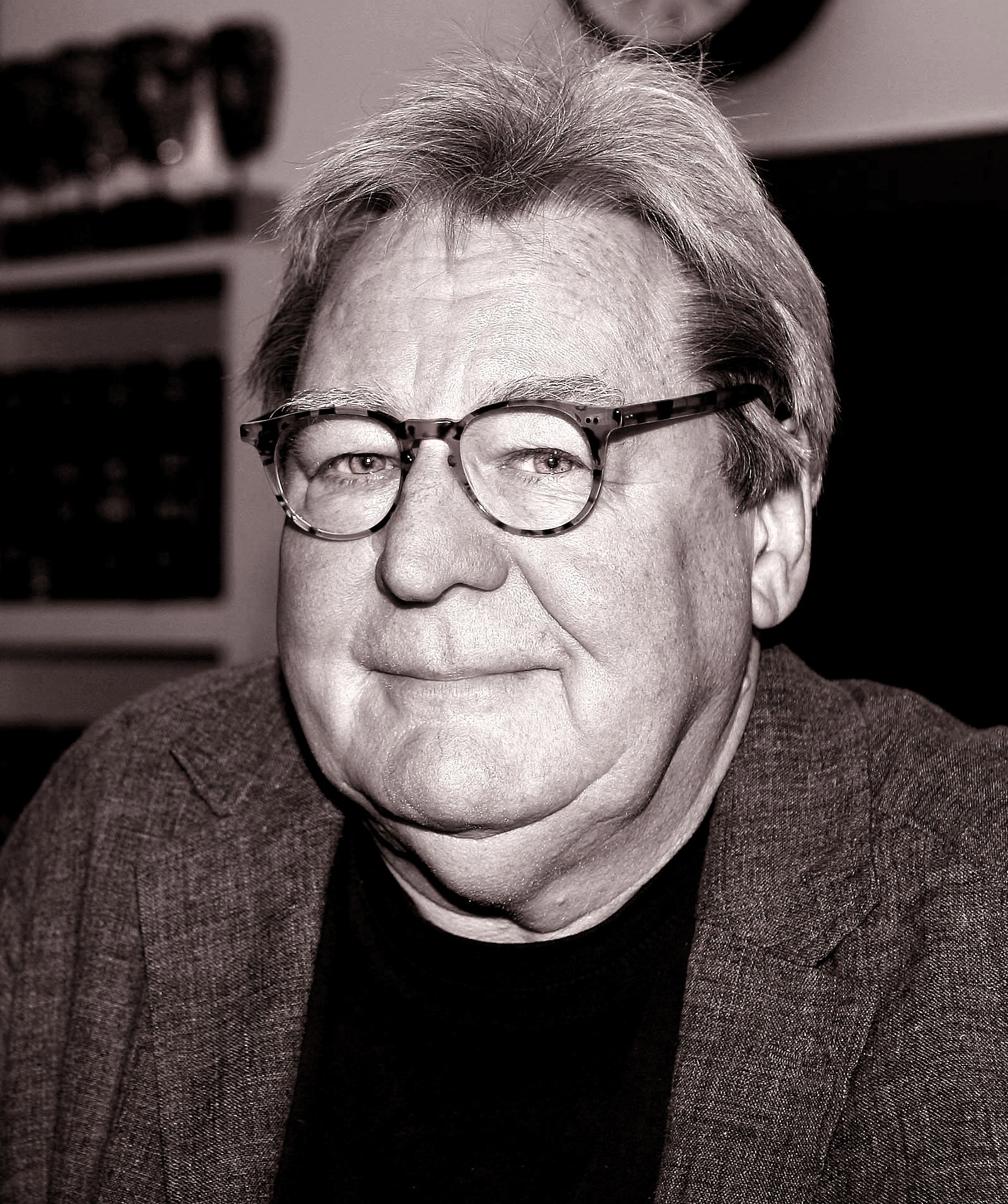
アラン・パーカー／7月31日没

- 7月16日 - 森﨑東、日本の脚本家、映画監督（* 1927年）[120][121]
- 7月16日 - 内山俊彦、日本の中国哲学者、山口大学名誉教授（* 1933年）[122]
- 7月16日 - トニー・テイラー、キューバの元MLB選手・指導者（* 1935年）[123]
- 7月16日 - フィリス・サマーヴィル（英語版）、アメリカ合衆国の女優（* 1943年）[124]
- 7月16日 - ジェイミー・オールデイカー（英語版）、アメリカ合衆国のドラマー（* 1951年）[125]
- 7月16日 - ケン・シン（英語版）、カナダのパンクロックシンガー、SNFU（英語版）メンバー（* 1962年）[126]
- 7月17日 - ジジ・ジャンメール、フランスのバレエダンサー（* 1924年）[127]
- 7月17日 - ロン・トーラナック、イギリス出身のオーストラリアのエンジニア、レーシングカーデザイナー、ブラバム共同創設者（* 1925年）[128]
- 7月17日 - ジェームズ・パッカー、イギリスの牧師、福音派神学者（* 1926年）[129]
- 7月17日 - 川田聖定、日本の真言宗僧侶、元豊山派管長、長谷寺第83世化主（* 1926年）[130]
- 7月17日 - 倉松功、日本の神学者、東北学院大学元学長・名誉教授（* 1928年）[131]
- 7月17日 - C・S・セシャドリ（英語版）、インドの数学者（* 1932年）[132]
- 7月17日 - 松尾良彦、日本の自動車デザイナー、自動車評論家（* 1934年）[133]
- 7月17日 - ゼノン・グロコルゥスキー（英語版）、ポーランドのカトリック教会神父、枢機卿、前教皇庁教育省長官（* 1939年）[134]
- 7月17日 - ブリジッド・ベルリン（英語版）、アメリカ合衆国の芸術家（* 1939年）[135]
- 7月17日 - シルビオ・マルソリーニ、アルゼンチンの元サッカー選手・指導者、元同国代表（* 1940年）[136]
- 7月17日 - ジョン・ルイス、アメリカ合衆国の政治家、公民権運動活動家、下院議員（* 1940年）[137]
- 7月17日 - アレックス・ドーソン（英語版）、スコットランドの元サッカー選手（* 1940年）[138]
- 7月17日 - マイケル・シルヴァスティン、アメリカ合衆国の言語学者、言語人類学者、シカゴ大学教授（* 1945年）[139]
- 7月17日 - ムーサ・ベンハマディ（フランス語版）、アルジェリアの政治家、元通信大臣（* 1953年）[140]
- 7月17日 - デレク・ホー（英語版）、アメリカ合衆国のプロサーファー、ワールドサーフリーグ1993年王者（* 1964年）[141]
- 7月18日 - アリ・ミルザイ、イランの元重量挙げ選手、1952年ヘルシンキオリンピック56キロ級銅メダリスト（* 1929年）[142]
- 7月18日 - 飯島周、日本の言語学者、跡見学園女子大学元学長・名誉教授（* 1930年）[143]
- 7月18日 - ルシオ・ウルトゥビア（英語版）、スペインのアナーキスト（* 1931年）[144]
- 7月18日 - リリアン、日本のタレント、歌手（* 1950年）[145]
- 7月18日 - アレフォソ・ヤラヤラタンブア（英語版）、フィジーの元ラグビー選手、元同国代表（* 1977年）[146]
- 7月18日 - 三浦春馬、日本の俳優、歌手（* 1990年[147]）[148]
- 7月18日 - エカテリーナ・アレクサンドロフスカヤ、ロシア出身のオーストラリア代表フィギュアスケート選手、2017年世界ジュニアフィギュアスケート選手権ペア金メダリスト（* 2000年）[149]
- 7月19日 - 上島重二、日本の実業家、元三井物産社長（* 1931年）[150]
- 7月19日 - フアン・マルセー、スペインの小説家、ジャーナリスト、脚本家（* 1933年）[151]
- 7月19日 - S・E・ジャラ、コートジボワールの政治家、第4・6代首相（* 1933年）[152]
- 7月19日 - スルターン・ハーシム・アフマド・アッ＝ターイー、イラクの元軍人、元国防大臣（* 1944年）[153]
- 7月19日 - ニコライ・タナーエフ、キルギスの政治家、第8代首相（* 1945年）[154]
- 7月19日 - エミット・ローズ（英語版）、アメリカ合衆国のシンガーソングライター（* 1950年）[155]
- 7月19日 - セサル・サリナス（英語版）、ボリビアの団体理事、ボリビアサッカー連盟会長（* 1961年?）[156]
- 7月20日 - 坪山豊、日本の船大工、唄者（* 1930年）[157]
- 7月20日 - ヴィクトル・チジコフ（ロシア語版）、ロシアのイラストレーター、こぐまのミーシャ原作者（* 1935年）[158]
- 7月20日 - 永井征平、日本の実業家、前中部経済新聞社社長（* 1938年）[159]
- 7月20日 - ダグ・ロジャース、カナダの柔道家、1964年東京オリンピック重量級銀メダリスト（* 1941年）[160]
- 7月20日 - 谷中聰、日本の政治家、茨城県八千代町長（* 1960年）[161]
- 7月21日 - 金箱戈止夫、日本の俳人（* 1928年）[162]
- 7月21日 - フランシスコ・ロドリゲス＝アドラドス（英語版）、スペインの西洋古典学者、言語学者、レアル・アカデミア・エスパニョーラ会員（* 1922年）[163]
- 7月21日 - アニー・ロス（英語版）、イギリス出身のアメリカ合衆国のジャズシンガーソングライター（* 1930年）[164]
- 7月21日 - ドビー・ドブソン（英語版）、ジャマイカのレゲエシンガー、音楽プロデューサー（* 1942年）[165]
- 7月21日 - 山本寛斎、日本のファッションデザイナー（* 1944年）[166]
- 7月21日 - 弘田三枝子、日本の歌手（* 1947年）[167][168]
- 7月21日 - マイク・スレメン（英語版）、イングランドの元ラグビー選手、元同国代表（* 1951年）[169]
- 7月21日 - 戸田ツトム、日本のグラフィックデザイナー、神戸芸術工科大学教授（* 1951年）[170]
- 7月22日 - チャールズ・エヴァース（英語版）、アメリカ合衆国の公民権運動活動家、政治家、元ミシシッピ州ファイエット（英語版）市長（* 1922年）[171]
- 7月22日 - 三浦守、日本の実業家、元東急百貨店社長（* 1924年）[172]
- 7月22日 - アンドリュー・ムランゲニ（英語版）、南アフリカ共和国の反アパルトヘイト活動家、政治家（* 1925年）[173]
- 7月22日 - アレクサンドル・イワニツキー（ロシア語版）、ロシアの元アマチュアレスリング選手、1964年東京オリンピックフリースタイルヘビー級金メダリスト【ソ連代表】（* 1937年）[174]
- 7月22日 - 田中龍彦、日本の実業家、元マルハニチロホールディングス（現マルハニチロ）社長（* 1941年）[175]
- 7月22日 - ティム・スミス（英語版）、イギリスのシンガーソングライター、カーディアックス（英語版）メンバー（* 1961年）[176]
- 7月23日 - セルジオ・リカルド（英語版）、ブラジルの映画監督、作曲家（* 1932年）[177]
- 7月23日 - 小西正一、日本の生物学者、動物行動学者、カリフォルニア工科大学教授（* 1933年）[178]
- 7月23日 - 漆戸靖治、日本の映画プロデューサー、会社役員、元日本テレビ副社長、BS日本社長（* 1933年）[179]
- 7月23日 - 和田明彦、日本の実業家、元大盛工業社長（* 1955年）[180]
- 7月23日 - パオロ・サッソーネ・コルシ（英語版）、イタリアの分子生物学者、カリフォルニア大学アーバイン校教授（* 1956年）[181]
- 7月24日 - レジス・フィルビン、アメリカ合衆国のテレビ番組司会者（* 1937年）[182]
- 7月24日 - ベンジャミン・ウィリアム・ムカパ、タンザニアの政治家、第3代大統領（* 1938年）[183]
- 7月24日 - ニーナ・アンドレーエワ（ロシア語版）、ロシアの化学者、政治活動家、全連邦共産党ボリシェヴィキ書記長（* 1938年）[184]
- 7月24日 - 鄭守仁（中国語版）、中華人民共和国の水力工学者、長江水利委員会（中国語版）チーフエンジニア、三峡ダム設計者（* 1940年）[185]
- 7月24日 - ベン・ジプチョ（英語版）、ケニアの元陸上競技選手、1972年ミュンヘンオリンピック3000メートル障害銀メダリスト（* 1943年）[186]
- 7月25日 - ベルナルド・ワディシュ（英語版）、ポーランドのバス・バリトン歌手、俳優（* 1922年）[187]
- 7月25日 - 小尾旭、日本の音楽マネージャー、ミリオンコンサート協会代表取締役（* 1930年?）[188]
- 7月25日 - ジョン・サクソン、アメリカ合衆国の俳優（* 1936年）[189]
- 7月25日 - エディ・シャック（英語版）、カナダの元アイスホッケー選手【トロント・メープルリーフスほか所属】（* 1937年）[190]
- 7月25日 - ピーター・グリーン、イギリスのギタリスト、元フリートウッド・マックメンバー（* 1946年）[191][192]
- 7月25日 - チョ・ヒョンゴン（朝鮮語版）、大韓民国のベーシスト、015Bメンバー（* 1968年）[193]
- 7月26日 - オリヴィア・デ・ハヴィランド、アメリカ合衆国の女優（* 1916年）[194][195]
- 7月26日 - ハンス＝ヨッヘン・フォーゲル、ドイツの政治家、元西ベルリン市長、元ドイツ社会民主党党首（* 1926年）[196]
- 7月26日 - 菊池長右ェ門、日本の政治家、元岩手県宮古市長、元衆議院議員【民主党などに所属】（* 1934年）[197]
- 7月26日 - 穂積良行、日本の政治家、元衆議院議員【自由民主党所属】（* 1935年）[198]
- 7月26日 - フランシスコ・フルートス（英語版）、スペインの政治家、第9代スペイン共産党書記長（* 1939年）[199]
- 7月27日 - ジャンリコ・テデスキ（英語版）、イタリアの俳優（* 1920年）[200]
- 7月27日 - キャシー・シャーマズ、アメリカ合衆国の社会学者（* 1939年）[201]
- 7月27日 - ムハマッド・アサド・マリク（英語版）、パキスタンの元フィールドホッケー選手、1968年メキシコシティーオリンピック金メダリスト（* 1941年）[202]
- 7月27日 - オーウェン・アーサー（英語版）、バルバドスの政治家、第6代首相（* 1949年）[203]
- 7月27日 - ミス・マーシー（英語版）、アメリカ合衆国のグルーピー、歌手、GTO's（英語版）メンバー（* 1949年）[204]
- 7月27日 - 成毛康雄、日本の技術者、実業家、前キオクシア社長（* 1955年）[205]
- 7月27日 - カミル・マリネスク、ルーマニアの指揮者（* 1964年）[206]
- 7月27日 - デニス・ジョンソン (Denise Johnson) 、イギリスの歌手、元プライマル・スクリームメンバー（* 1967年）[207]
- 7月28日 - 井上丈太郎、日本の実業家、元東海電気工事（現トーエネック）社長（* 1917年?）[208]
- 7月28日 - ベント・ファブリック（英語版）、デンマークのピアニスト、作曲家（* 1924年）[209]
- 7月28日 - ジゼル・アリミ、チュニジア出身のフランスの弁護士、人権活動家、政治家（* 1927年）[210]
- 7月28日 - ジョン・シロタ、アメリカ合衆国の小説家、劇作家（* 1928年）[211]
- 7月28日 - ジョン・マクナマラ（英語版）、アメリカ合衆国の元MLB指導者、元シンシナティ・レッズ、ボストン・レッドソックス監督（* 1932年）[212]
- 7月28日 - ダイアナ・ラッセル、南アフリカ共和国出身のフェミニズム活動家、作家（* 1938年）[213]
- 7月28日 - アレクサンドル・アクシニン、ロシアの元陸上競技選手、1980年モスクワオリンピック4x100mリレー金メダリスト【ソ連代表】（* 1954年）[214]
- 7月28日 - ロドリゴ・ロドリゲス（ポルトガル語版）、ブラジルのスポーツキャスター（* 1975年）[215]
- 7月28日 - 山崎剛、日本のピアニスト（* 1973年）[216]
- 7月29日 - 森岡敬一郎、日本の西洋史学者、慶應義塾大学名誉教授（* 1922年）[217]
- 7月29日 - 花柳秀、日本の舞踏家、花柳流花柳会理事長（* 1933年）[218]
- 7月29日 - アイプ・ロシディ、インドネシアの作家、詩人（* 1938年）[219]
- 7月29日 - 菅原一幸、日本の生物学者、北海道大学名誉教授（* 1948年）[220]
- 7月29日 - アナトーリー・フェデューキン（英語版）、ロシアの元ハンドボール選手、1976年モントリオールオリンピック金メダリスト【ソ連代表】（* 1952年）[221]
- 7月29日 - マリク・B（英語版）、アメリカ合衆国のラッパー、元ザ・ルーツメンバー（* 1972年）[222]
- 7月29日 - 衣笠道雄、日本の作曲家（* 生年不明）[223]
- 7月30日 - 加藤曻、日本の元海軍軍人、元海軍中尉（* 1922年）[224]
- 7月30日 - 李登輝、台湾の政治活動家、農業経済学者、第4代中華民国総統（* 1923年）[225]
- 7月30日 - 外山滋比古、日本の英文学者、言語学者、評論家、エッセイスト、お茶の水女子大学名誉教授（* 1923年）[226]
- 7月30日 - 阿江茂、日本の生物学者、南山大学名誉教授（* 1927年）[227]
- 7月30日 - 田中利光、日本の作曲家、国立音楽大学名誉教授（* 1930年）[228]
- 7月30日 - ハーマン・ケイン、アメリカ合衆国の実業家、政治家、2012年大統領選挙共和党予備選候補（* 1945年）[229]
- 7月30日 - 4代目旭堂南陵、日本の講談師、元参議院議員【日本社会党所属】（* 1949年）[230]
- 7月30日 - マーク・ロコ（初代ブラック・タイガー）、イギリスのプロレスラー、元WWFジュニアヘビー級王者（* 1951年）[231][232]
- 7月30日 - コニー・カルプ（英語版）、アメリカ合衆国の女性、同国初の顔面移植患者（* 1963年）[233]
- 7月31日 - 中西久雄、日本の実業家、フレックス（現マックスバリュ東海）創業者（* 1925年?）[234]
- 7月31日 - 元木良一、日本の医学者、福島県立医科大学元学長・名誉教授（* 1932年?）[235]
- 7月31日 - ウセビオ・レアル（スペイン語版）、キューバの歴史家（* 1942年）[236]
- 7月31日 - アラン・パーカー、イギリスの映画監督（* 1944年）[237]
- 7月31日 - マイク・ゲイル、アメリカ合衆国の元バスケットボール選手【サンアントニオ・スパーズほか所属】（* 1950年）[238]
- 7月31日 - 岡康道、日本のクリエイティブ・ディレクター、CMプランナー（* 1956年）[239]
- 7月31日 - ステファン・タタウ、カメルーンの元サッカー選手、元同国代表（* 1963年）[240]
- 7月31日 - コ・ユミン（朝鮮語版）、大韓民国のバレーボール選手（* 1995年）[241]

## (没日不明)
- 河原崎次郎、日本の俳優（* 1941年）[242]